# Città metropolitana di Reggio Calabria

Posizione della città metropolitana di Reggio Calabria all'interno della Calabria.

La città metropolitana di Reggio Calabria è una città metropolitana della Calabria di 510 647 abitanti, istituita il 31 gennaio 2016 in sostituzione della provincia di Reggio Calabria. Si estende su una superficie di 3183 km² e comprende 97 comuni metropolitani. È la 9ª città metropolitana italiana per superficie territoriale.
L'istituzione della città metropolitana di Reggio Calabria è avvenuta il 31 gennaio 2016, al termine del mandato naturale del presidente della provincia, Giuseppe Raffa, dopo un "semestre bianco" durante il quale c'è stata la transizione dalla Provincia alla città metropolitana.
Il 7 agosto 2016 si sono tenute le elezioni di secondo livello per eleggere il primo consiglio metropolitano. La carica di sindaco metropolitano è ricoperta da Giuseppe Falcomatà, sindaco di Reggio Calabria.

## Geografia fisica

### Territorio

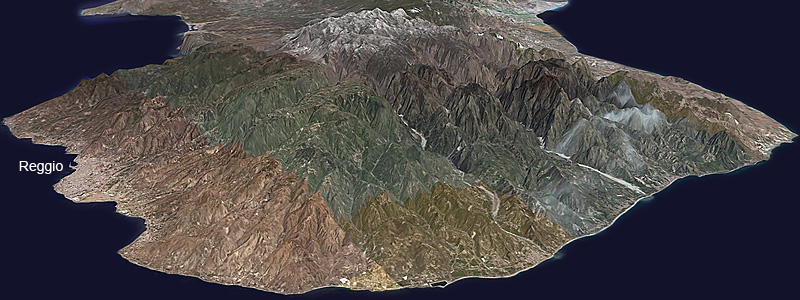
La città metropolitana di Reggio Calabria dal satellite

La geografia della città metropolitana, data l'estensione territoriale di 3183 km², risulta essere contraddistinta da una grandissima varietà di caratteristiche territoriali, ambientali e paesaggistiche, che differenziano tra loro le varie zone.
La città metropolitana è l'unità territoriale sovracomunale più meridionale della penisola italiana, costituisce la punta del cosiddetto stivale e si trova al centro esatto del mar Mediterraneo; si estende dalla costa del mar Tirreno allo Ionio da Rosarno a Punta Stilo per circa 220 km.
Il territorio della città metropolitana di Reggio è in gran parte interessato dall'orografia del massiccio dell'Aspromonte, costituita da tre versanti principali: sud orientale e meridionale ionico, caratterizzato da coste basse, sud occidentale e nord occidentale tirrenico, caratterizzato da coste alte, separati dalla zona centrale del massiccio.
L'Aspromonte (1.956 m) con il suo parco nazionale è interamente compreso nel territorio reggino, con 37 Comuni. Dalla montagna si originano numerosi torrenti e fiumare; i più importanti sono l'Amendolea, Calopinace e il Torbido. Lungo il torrente Menta, principale affluente della grande fiumara dell'Amendolea, è stata di recente costruita una diga (Diga del Menta). L'unica pianura è "a chjàna" (la Piana di Gioia), a sud sul Tirreno.
Il territorio, che comprende il 28% della popolazione calabrese, conta 97 comuni; si estende per 3183 km² occupando il 21,1% del territorio della Calabria.

### Clima

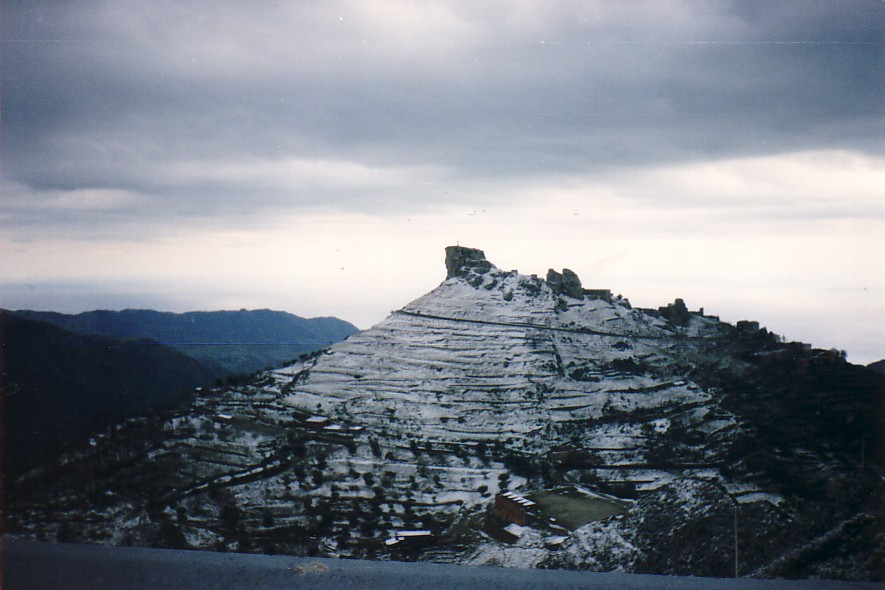
Bova innevata

Dal punto di vista climatico la Città metropolitana di Reggio Calabria, territorio pienamente mediterraneo, presenta alcune anomalie rispetto alle caratteristiche che essa dovrebbe avere, considerando la posizione geografica e l'accentuato carattere marittimo. È l'elevata e prevalente montuosità del territorio, che racchiude alcune conche isolate dalle correnti aeree, a determinare in molte zone situazioni del tutto particolari. La città metropolitana di Reggio presenta due stagioni ben differenziate: un inverno anche rigido e umido, un'estate nettamente calda e asciutta.
L'influsso marittimo, che fa sentire i suoi effetti prevalentemente lungo la costa, si esaurisce via via che si procede verso l'interno, data la vicinanza dei rilievi al mare. È soprattutto d'inverno che sono veramente marcate le differenze. Mentre sulle coste la media di gennaio è di circa 10 °C, nelle zone interne, su quasi metà della città metropolitana, addirittura non supera i 4 °C, che, al di sopra dei 1.700 metri sull'Aspromonte, scendono anche al di sotto dello zero. Le montagne tuttavia esercitano un'influenza ancora più significativa sulla piovosità; in modo abbastanza netto si oppongono pianure costiere aride a zone montuose interne con precipitazioni frequentemente abbondanti, e soprattutto sul versante tirrenico, con piogge tra le più abbondanti dell'Italia peninsulare. In tutta l'area affacciata sul mare Tirreno i monti esercitano una determinante azione di cattura delle correnti umide di origine atlantica. Nella Catena Costiera e sull'Aspromonte si toccano e persino si possono superare i 2.000 mm annui di precipitazioni che, concentrandosi nell'inverno, fanno della città metropolitana uno tra i territori con più intensa caduta nevosa dell'Italia meridionale. Per contro tutta la fascia orientale, ionica, si colloca tra i 600 e i 1.000 mm annui.

## Storia
La Città Metropolitana di Reggio Calabria corrisponde ai territori dell'antica provincia di Calabria Ulteriore Prima (nota anche come Calabria Ultra Prima o Calabria Reggina), istituita nel 1817 dalla divisione della Calabria Ulteriore in Ulteriore I e Ulteriore II.
La città metropolitana reggina è stata nell'antichità uno dei centri più fiorenti della cultura e della potenza della Magna Grecia; sul territorio sorsero importanti polis come Rhegion, Locri Epizefiri, Kaulon, Medma, Taureanum e Metauros.
Inoltre della Città metropolitana di Reggio sono nativi molti personaggi illustri tra i quali il filosofo Tommaso Campanella, il compositore Francesco Cilea, l'archimandrita di Costantinopoli Barlaam maestro del Boccaccio e del Petrarca, celebri musicisti come Mia Martini, Loredana Bertè, Mino Reitano, il pittore e scultore caposcuola del movimento futurista Umberto Boccioni, l'artista-pittore internazionale Nik Spatari il celebre stilista di fama mondiale Gianni Versace, grandi scrittori e giornalisti come Corrado Alvaro, Leonida Rèpaci, Saverio Strati e Francesco Misiano produttore cinematografico e militante internazionalista.

### Cronologia essenziale
| 2000 a.C.       | leggendario sbarco di Aschenez, primi insediamenti di Reggio |
| 743 a.C.        | fondazione greca di Rhegion (Reggio) su un preesistente insediamento denominato Pallantiòn |
| 700 a.C.        | fondazione di Locri Epizefiri |
| 675 a.C.        | fondazione di Kaulon |
| VII secolo a.C. | fondazione di Medma (Rosarno) e Metauros (Gioia Tauro) |
| VI secolo a.C.  | l'alleanza tra Reggio e Locri Epizefiri sconfigge quella tra Crotone e Caulonia nella Battaglia della Sagra |
| 450 a.C.        | Metauros diviene avamposto di Reggio |
| 494 a.C.        | Anassila prende il potere a Reggio e diviene tiranno, occupa Zancle (Messina) unificando le due città dello Stretto sotto il governo reggino                                                                                  |
|                 | Anassila fortifica la rocca di Scilla a guardia dello Stretto |
|                 | Reggio si allea con Cartagine |
| 493 a.C.        | arrivo di profughi samii a Locri Epizefiri |
| 477 a.C.        | l'attacco di Leofrone (figlio di Anassila di Reggio) nei confronti di Locri Epizefiri viene evitato grazie all'intervento diplomatico di Gerone I di Siracusa, cade l'alleanza tra le due polis e Locri si allea con Siracusa |
| 476 a.C.        | Dopo la morte di Anassila, il suo successore Micito si allea con Taranto |
| 461 a.C.        | muore Micito, cade l'alleanza tra Reggio e Siracusa stretta tra Anassila e Ierone, gli Anassilaidi vengono cacciati dallo Stretto                                                                                             |
| 427 a.C.        | Guerra del Peloponneso, Reggio si allea con Atene mentre Locri Epizefiri si allea con Sparta |
| 389 a.C.        | le forze congiunte dei Lucani e di Dionisio I di Siracusa distruggono Kaulon |
| 386 a.C.        | dopo 11 mesi d'assedio Reggio viene espugnata da Dionisio I di Siracusa |
| 352 a.C.        | Dionisio II scacciato da Siracusa instaura la sua tirannide a Locri Epizefiri |
| 341 a.C.        | Reggio città confederata di Roma |
| 282 a.C.        | Reggio si allea con Roma contro Pirro |
| 280 a.C.        | Locri Epizefiri si allea con Pirro |
| 277 a.C.        | a Locri Epizefiri prevale il partito aristocratico, e la città viene consegnata al console romano Publio Cornelio Rufino |
| 275 a.C.        | Locri Epizefiri viene distrutta da Pirro per vendetta |
| 132 a.C.        | viene costruita la Via Popilia per collegare Roma con la civitas confederata Rhegium |
| 61              | San Paolo sbarca a Reggio e diffonde il Cristianesimo |
| 440             | fondazione di Bova |
| 536             | Reggio conquistata da Belisario diventa bizantina |
| IX secolo       | Reggio diventa "Metropoli dei possessi bizantini dell'Italia meridionale" |
| 909             | Reggio nominata "Capitale del Ducato di Calabria" |
| IX secolo       | Gli esuli di Kaulon fondano Stilo |
| 915             | gli esuli di Locri Epizefiri fondano Gerace |
| 1060            | Reggio conquistata da Roberto il Guiscardo diventa normanna e "Sede del giustizierato di Calabria" |
| 1783            | grave terremoto tra Reggio e Messina che distrugge le città |
| 1817            | viene creata la provincia di Calabria Ulteriore prima o Calabria Reggina con capoluogo Reggio, costituita dai tre distretti di Reggio, Palmi e Gerace                                                                         |
| 1847            | moti risorgimentali |
| 1860            | vengono istituiti tre circondari in cui è suddivisa la provincia con capoluogo a Reggio, Palmi e Gerace. |
|                 | conquista garibaldina |
|                 | Regno d'Italia |
| 1908            | terremoto di Reggio e Messina, il più catastrofico della storia d'Italia con 130.000 morti |
| 1927            | attuata la "Grande Reggio", conurbazione di Reggio con 14 comuni limitrofi |
| 1939            | viene costruito l'Aeroporto di Reggio Calabria che serve l'intera provincia |
| 1943            | Bombardamenti di Reggio e sbarco degli Alleati |
| 1943            | Repubblica Italiana, unificazione delle calabrie e Reggio capoluogo della Calabria |
| 1970            | vengono istituiti gli enti regionali e istituito il capoluogo a Catanzaro, cosa che scatena la protesta dei reggini e i Moti di Reggio                                                                                        |
| 1974            | viene completata l'Autostrada A3 Salerno-Reggio Calabria, considerata la maggiore opera realizzata direttamente dallo Stato                                                                                                   |
| 1984            | viene terminato il Porto di Gioia Tauro, il più grande scalo commerciale del Mediterraneo |
| 1989            | viene istituito il Parco nazionale dell'Aspromonte, che sorge interamente nella provincia reggina |
| 1990            | viene completata la Strada Grande Comunicazione SS 682 Jonio-Tirreno (Gioiosa-Rosarno) |
| anni novanta    | comincia la cosiddetta "Primavera di Reggio" e della sua provincia |
| 2005            | l'Aeroporto di Reggio Calabria viene rimodernato e diventa aeroporto internazionale |
| 2009            | Reggio diventa Città metropolitana dello Stato italiano |

## Monumenti e luoghi d'interesse

### Architetture civili e private
Bagnara Calabra: Villa De Leo

### Architetture religiose

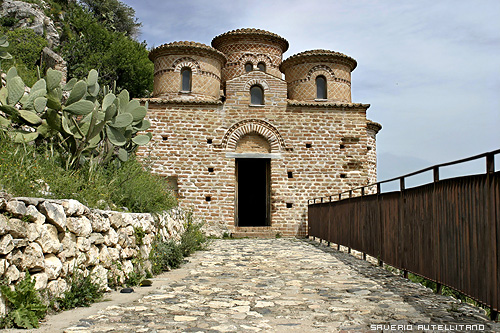
La Cattolica di Stilo

Numerose le architetture religiose di pregio artistico presenti nella città metropolitana, tra le principali vanno menzionate:

#### Architetture religiose a Reggio Calabria
- Duomo di Reggio Calabria
- Chiesa degli Ottimati
- Chiesa della Graziella
- Cattolica dei Greci
- Chiesa di San Giorgio al Corso (Tempio della Vittoria)

#### Architetture religiose della città metropolitana

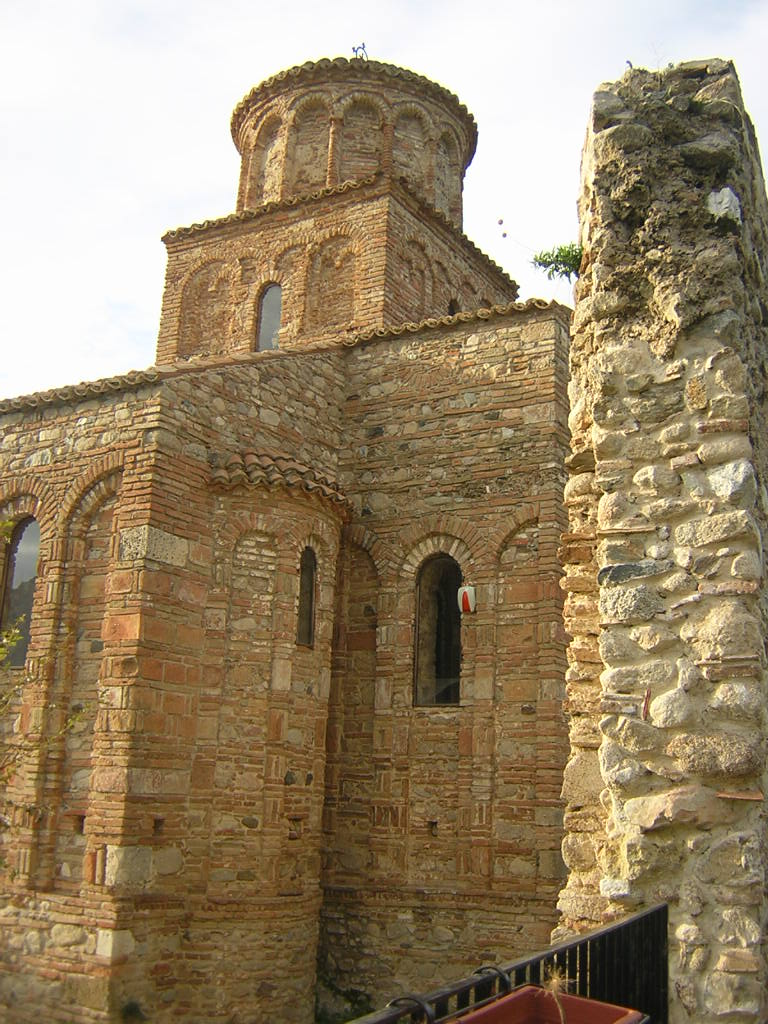
Il monastero di San Giovanni Therestis

- Basilica-Santuario della Madonna dei poveri di Seminara
- Chiesa di San Marco di Seminara
- Chiesa di Sant'Antonio di Seminara
- Chiesa di San Michele di Seminara
- Chiesa del Carmelo di Bagnara Calabra
- Monastero greco-ortodosso di San Giovanni Theristis di Bivongi
- Duomo di Gerace
- Chiesa di San Francesco d'Assisi di Gerace
- Chiesa dell'Addolorata di Gioiosa Jonica
- Cattedrale di Oppido Mamertina
- Duomo di Sant'Ippolito Martire (Gioia Tauro)
- Concattedrale di San Nicola di Palmi
- Santuario di Maria Santissima del Carmelo di Palmi
- Chiesa di Maria Santissima del Rosario di Palmi
- Chiesa di Maria Santissima del Soccorso di Palmi
- Eremo di Santa Maria della Stella di Pazzano
- Chiesa di Sant'Anna di Polistena
- Santuario di Maria Santissima dell'Itria di Polistena
- Santuario della Madonna di Polsi di San Luca
- Cattolica di Stilo
- Cattedrale di Santa Maria dell'Isodia, concattedrale dell'arcidiocesi di Reggio Calabria-Bova di Bova
- Santuario di San Leo, compatrono dell'arcidiocesi di Reggio Calabria-Bova di Bova

### Architetture militari

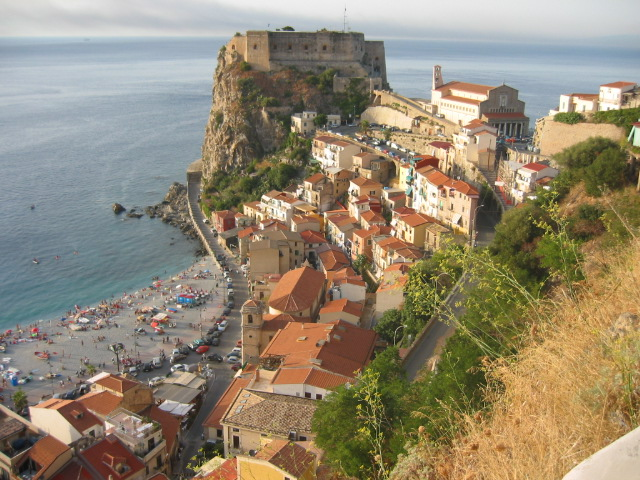
Il Castello Ruffo di Scilla

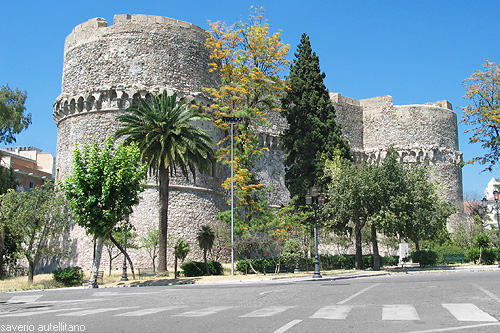
Castello di Reggio

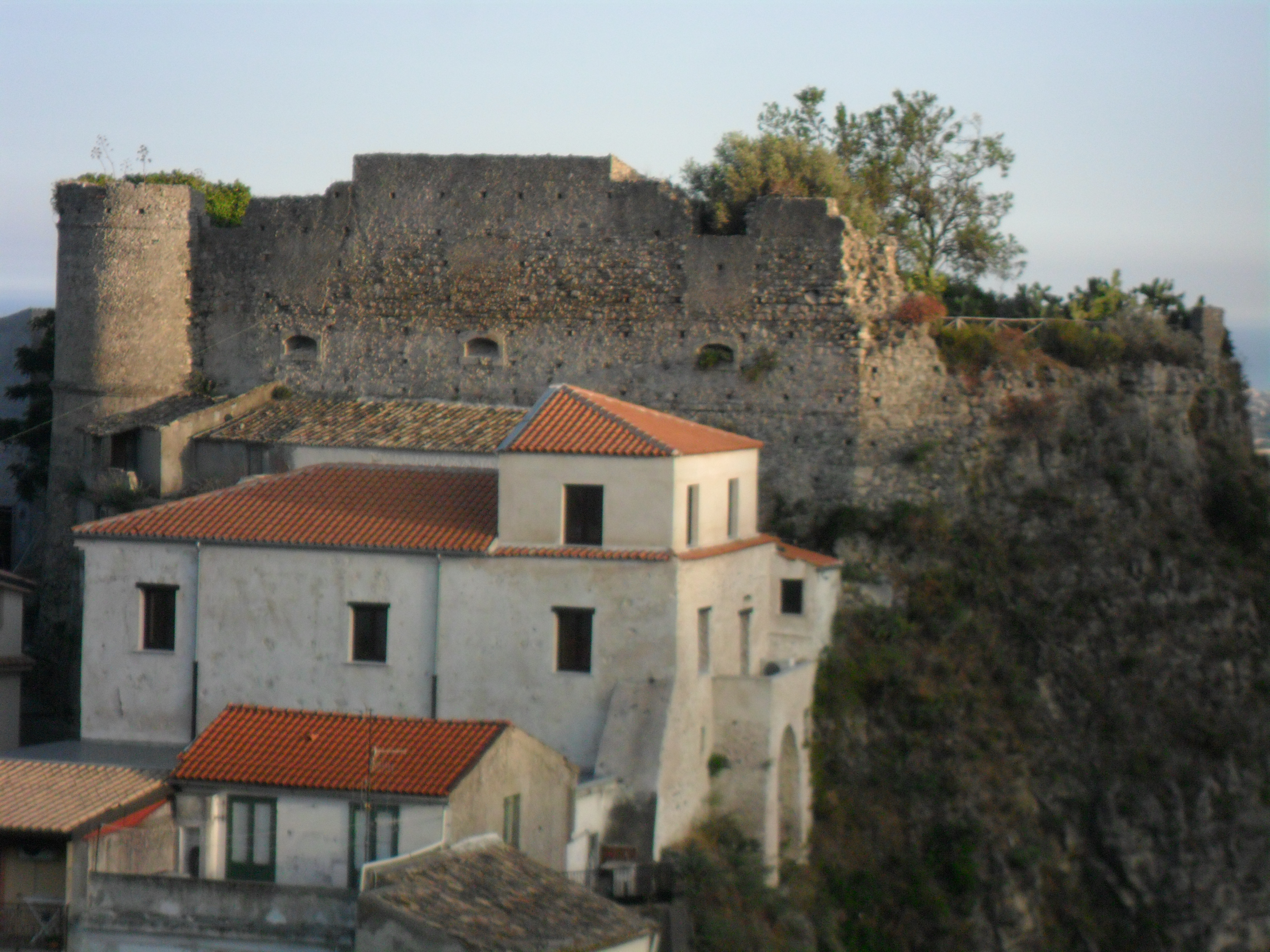
Gioiosa Jonica Castello e Teatro

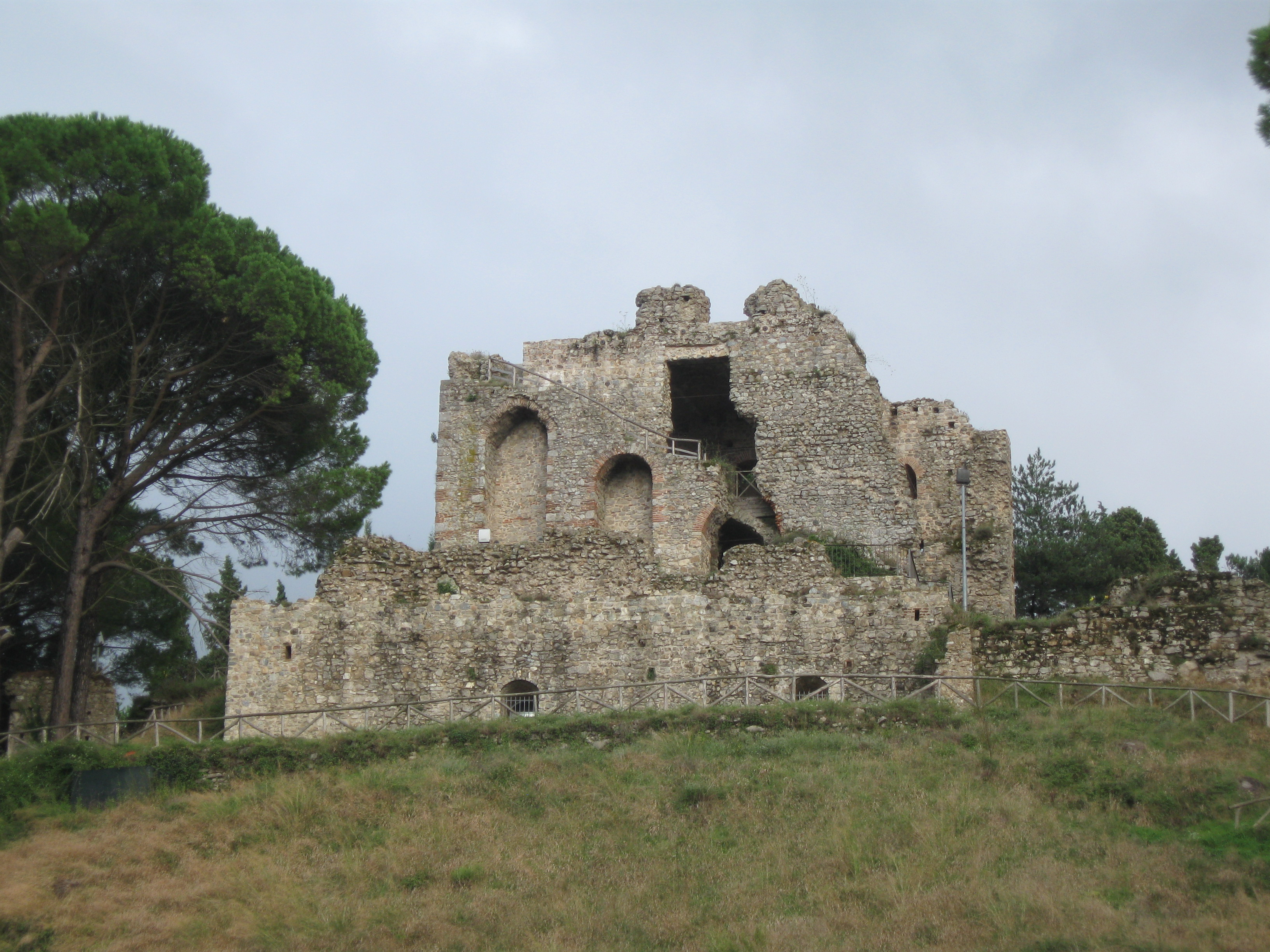
Castello di San Giorgio Morgeto

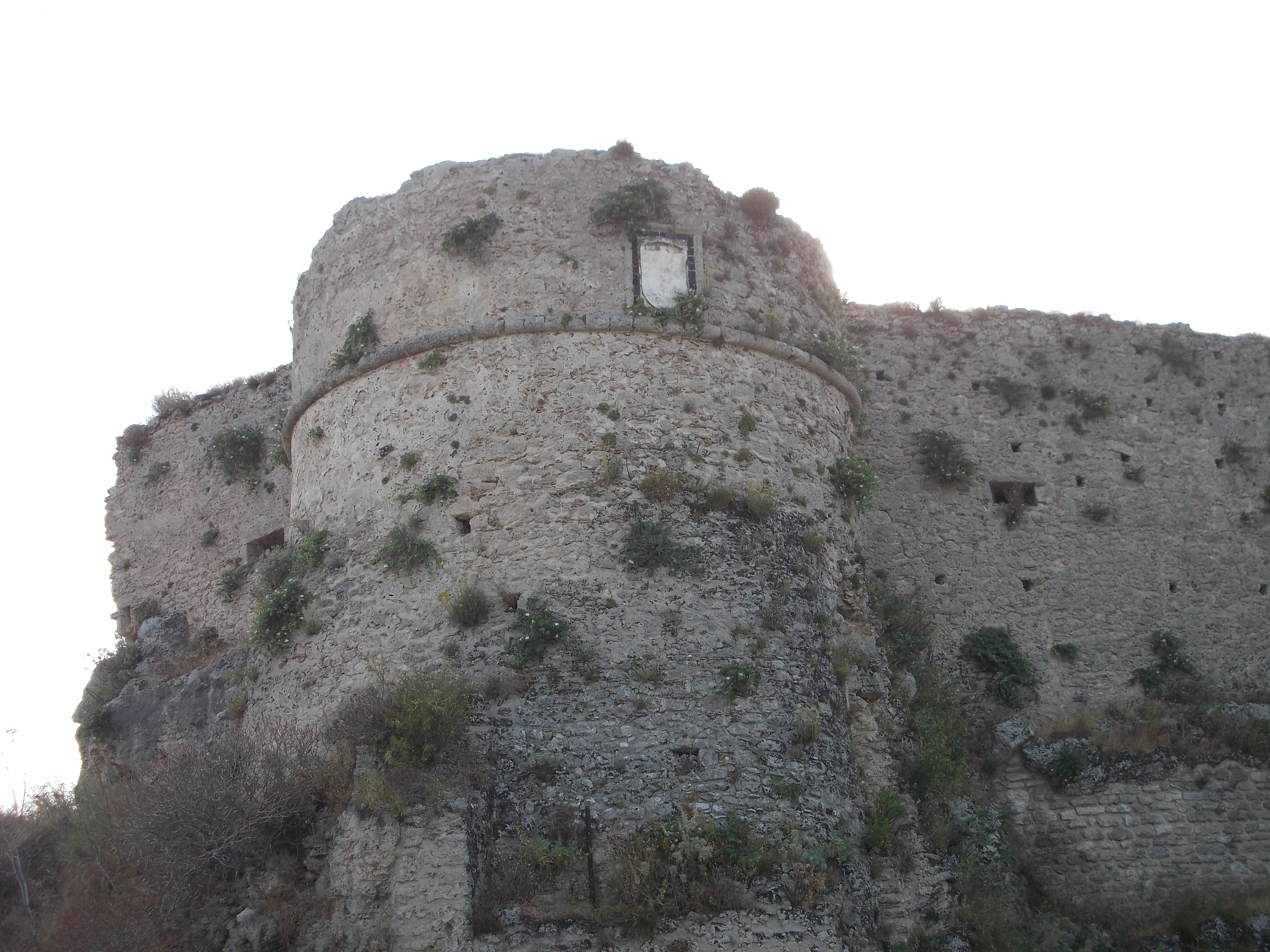
Castello di Gerace

A testimonianza dell'avvicendarsi nel tempo di invasioni e dominazioni, la Città metropolitana di Reggio è disseminata di esempi di architettura difensiva (torri, castelli, fortini) tanto sulle alture e intorno ai principali centri urbani, quanto sulla costa: più recentemente, ai primi anni dell'Ottocento, con Gioacchino Murat, e fino alla seconda guerra mondiale, furono costruite batterie da costa a controllo dello stretto. Tra quelli in migliore o discreto stato di conservazione vanno menzionati:
|                             | Castelli                     |
| --------------------------- | ---------------------------- |
| Reggio Calabria             | Castello Demaniale           |
| Ammendolea                  | Castello Demaniale           |
| Ardore                      | Castello Feudale             |
| Bagnara Calabra             | Castello Feudale             |
| Bova                        | Castello Demaniale           |
| Bovalino                    | Castello Demaniale           |
| Brancaleone                 | Castello Feudale             |
| Bruzzano Zeffirio           | Castello Feudale             |
| Candidoni                   |                              |
| Caulonia                    | Castello Feudale             |
| Condojanni                  | Castello Feudale             |
| Gerace                      | Castello Demaniale           |
| Gioiosa Jonica              | Castello Feudale             |
| Grotteria                   | Castello Feudale             |
| Laureana di Borrello        | Castello Feudale             |
| Monasterace                 | Castello Feudale             |
| Montebello Jonico           | Castello Feudale             |
| Motta San Giovanni          | Castello Feudale             |
| Palizzi                     | Castello Feudale             |
| Pentedattilo                | Castello Demaniale           |
| Oppido Mamertina            | Castello Aragonese           |
| Placanica                   | Castello Feudale             |
| Piale                       | Fortino                      |
| Roccella Jonica             | Castello Feudale             |
| Samo                        | Castello Feudale             |
| San Giorgio Morgeto         | Castello Demaniale           |
| Santa Cristina d'Aspromonte | Castello Demaniale e Feudale |
| Scilla                      | Castello Feudale             |
| Seminara                    | Castello Demaniale           |
| Sinopoli                    | Castello Feudale             |
| Stignano                    |                              |
| Stilo                       | Castello Demaniale           |

### Siti archeologici

#### Siti archeologici della città metropolitana
- Zona Archeologica di Locri.

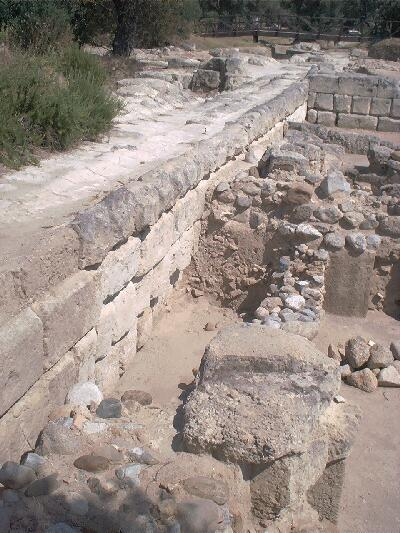
L'antica strada principale di Locri Epizefiri

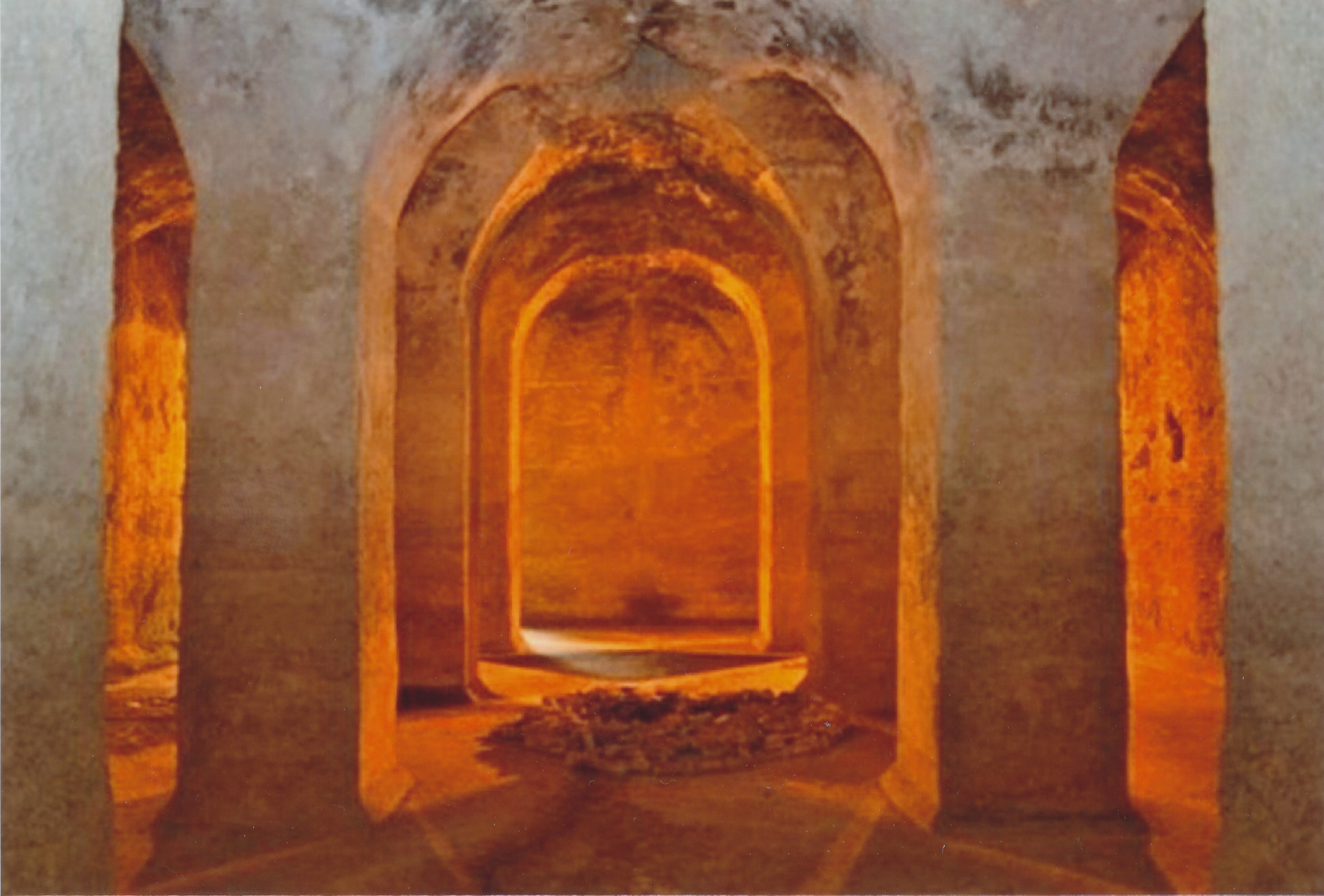
Gioiosa Jonica Naniglio

- Zona archeologica dell'antica Kaulon nei pressi di Monasterace.
- Zona archeologica dell'antica Medma nei pressi di Rosarno.
- Sito archeologico di Mamerto nei pressi di Oppido Mamertina.
- Zona archeologica di Tauriana[9]
- Zona archeologica del Naniglio Gioiosa Jonica
- Zona archeologica di Santa Barbara di Mammola
- Villa romana di Casignana
- Teatro greco-romano di Marina di Gioiosa Ionica
- Teatro romano di Locri
- Parco archeologico ArcheoDeri della Vallata del San Pasquale di Bova Marina

### Aree naturali

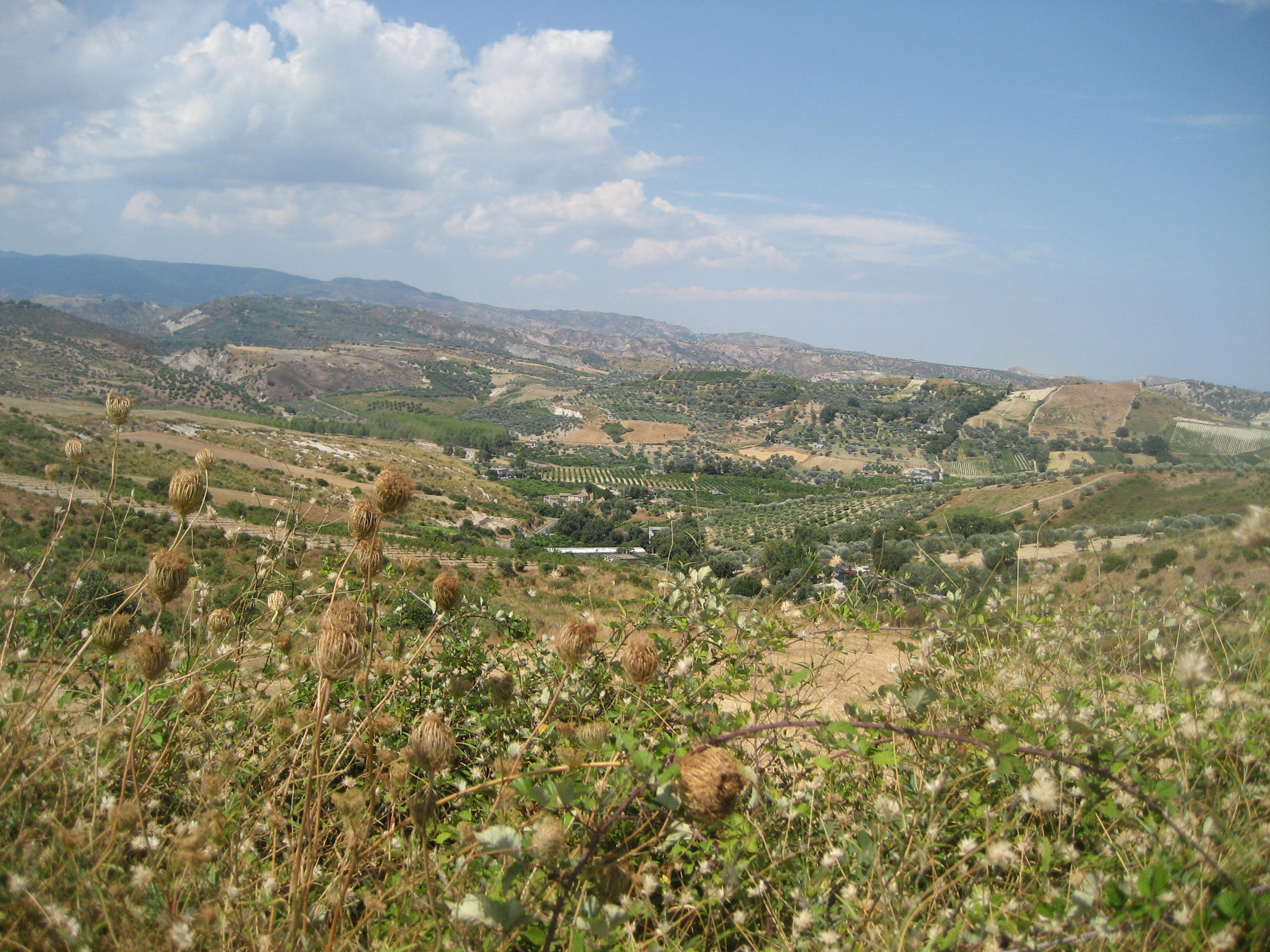
La vallata dello Stilaro

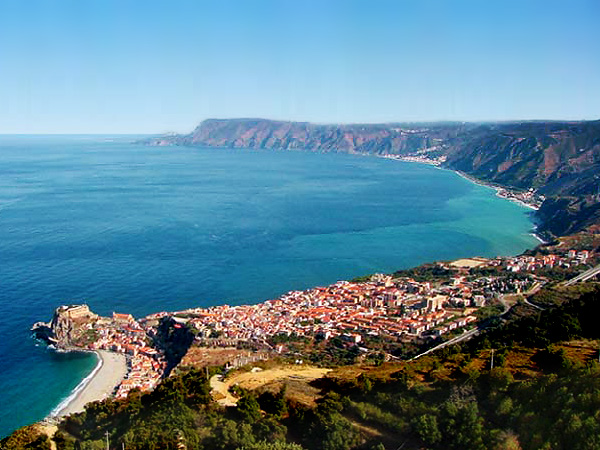
Panorama della Costa Viola, Scilla in primo piano

L'adiacenza tra mare e ambienti dai tratti tipicamente montani determina nel territorio della Città metropolitana di Reggio Calabria una varietà di ambiti, connotati da specifici caratteri naturalistici. Nella complessità dei sistemi morfologici, idrografici e vegetazionali, nella conseguente ricchezza dei paesaggi, nella molteplicità degli ambiti, emergono due elementi dominanti: l'Aspromonte con il suo parco Nazionale e la costa. Il primo si propone come ambito naturalistico e culturale apparentemente unico, ma in realtà divaricato tra due sistemi che sono concretamente separati con caratteri differenti, a livello naturalistico ed identitario. Il secondo si impone per le sue caratteristiche di variegata bellezza ed anche in molti casi per il suo degrado, a cui si aggiunge la valenza simbolica e paesaggistica dello stretto di Messina che appare come spartiacque e nodo unificante con riferimento visivo e percettivo di tutto il sistema costiero.
Questi due caratteri, il mare e la montagna, costituiscono due potenti riferimenti ambientali e culturali, sui quali si è innervata la storia del territorio reggino, in un complesso quanto controverso rapporto tra popolazione e ambiente, che ha dato luogo a lunghe permanenze e a convulse diaspore, a radicamenti e ad abbandoni.
Da un punto di vista naturalistico la complessa frammentazione del territorio reggino si affianca alla varietà di ecosistemi rari e paesaggi caratteristici mediterranei, che contribuiscono alla definizione di ambiti identitari come ad esempio, la Costa Viola, la Riviera dei gelsomini, la Vallata del Torbido e la Vallata dello Stilaro. A questi ambiti si affiancano altri contesti caratteristici come la Locride, con forte vocazione rurale, legate alle colture tradizionali, la Piana di Gioia Tauro, dove il ruolo assunto dal porto nei disegni strategici di carattere internazionale produce l'esigenza di coniugare l'obiettivo di rafforzamento logistico, produttivo e infrastrutturale, con le esigenze di tutela dell'ambiente e di rigenerazione del patrimonio delle risorse locali.

## Società

### Evoluzione demografica
Abitanti censiti
Il grafico riporta l'evoluzione del numero dei residenti nel territorio corrispondente all'attuale città metropolitana dal 1861 al 2009.

### Etnie e minoranze straniere
Al 1 gennaio 2021 nel territorio metropolitano di Reggio Calabria risultano essere regolarmente iscritti 28.733 stranieri.
Di sotto sono riportate le comunità con più di 100 persone:
- Romania: 7.130
- Marocco: 4.971
- India: 3.428
- Ucraina: 1.845
- Filippine: 1.458
- Bulgaria: 1.099
- Nigeria: 770
- Cina: 616
- Polonia: 580
- Georgia: 575
- Mali: 492
- Senegal: 471
- Pakistan: 439
- Albania: 391
- Gambia: 353

- Moldavia: 248
- Brasile: 237
- Russia: 214
- Bangladesh: 207
- Tunisia: 190
- Siria: 171
- Ghana: 168
- Costa d'Avorio: 157
- Bielorussia: 139
- Algeria: 135
- Egitto: 133
- Regno Unito: 124
- Guinea: 115
- Burkina Faso: 108

### Popolazione e lingua

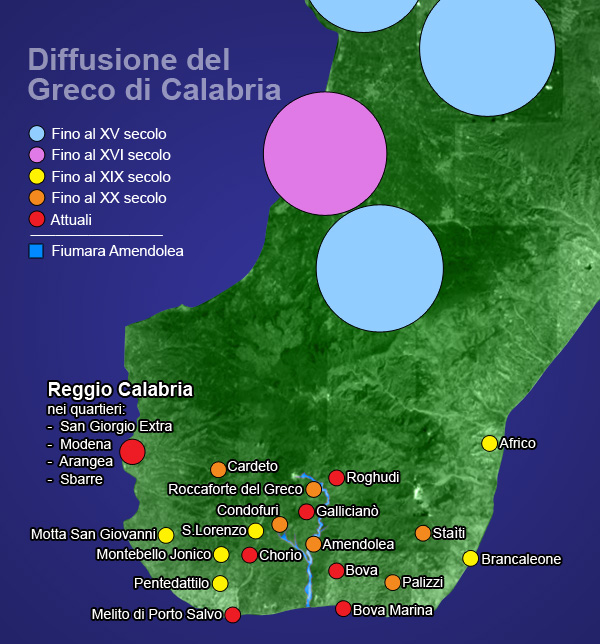
Diffusione del Greco di Calabria

La popolazione calabrese ha sempre parlato il dialetto calabrese che però, come la maggior parte dei dialetti italiani, non ha alcuna ufficialità.
Il dialetto reggino, che tra gli idiomi calabresi è quello parlato nella Calabria meridionale, si è evoluto negli anni: nato dal greco dei primi coloni calcidesi, che fu parlato fino all'età bizantina, fu arricchito dal latino non tanto sotto l'impero, ma più probabilmente in età medioevale con l'arrivo dei normanni.
La lingua ampiamente diffusa fino qualche secolo fa in tutta la Calabria meridionale, piena di influenze di greco antico, è oggi quasi scomparsa, poiché ha perso molto in favore dell'unità linguistica nazionale quindi dell'italiano. Su di esso però si sono sviluppati un tipo di dialetto ed una parlata molto particolari, che presentano molte analogie e similitudini con la lingua siciliana (definita infatti "Lingua Calabro-Sicula"), che dà alla lingua parlata una "cadenza" (accento) simile al siciliano. Il dialetto della città metropolitana reggina, nell'area compresa tra Scilla e Bova presenta infatti un'assenza delle consonanti "dure" tipiche del resto della Calabria, manifestando delle corrispondenze linguistico-lessicali con la lingua parlata in Sicilia.

#### Minoranze linguistiche
Nella città metropolitana di Reggio è tutt'oggi parlato il greco di Calabria, la versione del greco d'Italia usata in Calabria.
Un tempo parlato in tutta la Calabria meridionale è oggi sopravvissuto in alcuni luoghi della vallata dell'Amendolea quali Bova, Bova Marina, Roghudi, Gallicianò, Chorìo di Roghudi, ed in alcuni quartieri di Reggio Calabria come San Giorgio Extra Moenia, Rione Modena, Sbarre e Arangea.

### Religione
La Città metropolitana reggina è il centro monastico principale dell'Arcidiocesi ortodossa d'Italia e Malta con il Monastero greco-ortodosso di San Giovanni Theristis a Bivongi, che ha un Metochio a Gallicianò di Condofuri (Cappella della Madonna della Grecia); inoltre nella città metropolitana sorge anche il Monastero greco-ortodosso di Sant'Elia lo Speleota a Melicuccà, con i Metochi Cappella greco-ortodossa di San Biagio a Palmi, e Chiesa greco-ortodossa di Sant'Elia il giovane e Niceforo l'ortolanoe con il monastero dei Santi Elia e Filarete di Seminara.

### Qualità della vita
Secondo la ricerca de Il Sole 24 Ore sulla qualità della vita nelle province italiane, la città metropolitana di Reggio nel 2011 si è collocata al 94º posto, avanzando di nove posizioni rispetto all'anno precedente. Mentre secondo un'indagine analoga di Italia Oggi si trova all'85º posto, guadagnando otto posizioni rispetto all'anno precedente.
| Anno | Qualità della vita (Il Sole 24 Ore) | Qualità della vita (Italia Oggi) | Rapporto ecosistema urbano (Legambiente) |
| ---- | ----------------------------------- | -------------------------------- | ---------------------------------------- |
| 2003 | 99º posto                           | 103º posto                       | 95º posto                                |
| 2004 | 97º posto                           | 100º posto                       | 101º posto                               |
| 2005 | 90º posto                           | 96º posto                        | 103º posto                               |
| 2006 | 94º posto                           | 97º posto                        | 97º posto                                |
| 2007 | 97º posto                           | 96º posto                        | 86º posto                                |
| 2008 | 92º posto                           | 90º posto                        | 78º posto                                |
| 2009 | 91º posto                           | 97º posto                        | 76º posto                                |
| 2010 | 103º posto                          | 93º posto                        | 86º posto                                |
| 2011 | 94º posto                           | 85º posto                        | 76º posto                                |

L'analisi condotta annualmente dal Il Sole 24 Ore sulla qualità della vita delle province italiane ha più volte sottolineato l'incidenza dell'elevata disoccupazione, soprattutto sulle prospettive per i più giovani. Altrettanto alto è il tasso percentuale di NEET (giovani non occupati e non in istruzione e formazione).

#### Ordine pubblico
Per quanto riguarda gli indicatori riferiti all'ordine pubblico, la città metropolitana si trova al 60º posto. La variazione del trend dei delitti totali rispetto all'anno 2005, a cui è stato attribuito valore 100, ha raggiunto il valore 94,60 e la città si trova al 16º posto. In riferimento ai furti in casa denunciati la città metropolitana di Reggio si trovi in buona posizione(16º posto) con 58,33 furti ogni 100 000 abitanti; per ciò che concerne gli scippi, rapine e borseggi si classifica in 47ª posizione con un indice complessivo di 55,68 ogni 100 000 abitanti.

#### Lavoro e disoccupazione
L'analisi effettuata da Il Sole 24 Ore sulla qualità della vita delle 107 provincie italiane nel 2010, ha individuato i principali problemi della città metropolitana di Reggio Calabria. Uno dei più annosi è la disoccupazione. Reggio si trova al 97º posto tra le provincie italiane per occupazione in percentuale sulla fascia di età 25-34 anni con un valore del 46,20% e al 92º posto per quota percentuale di occupazione femminile con un valore del 22,80%.
La città metropolitana di Reggio Calabria è in basso in classifica (85º posto) anche in riferimento al numero di fallimenti delle imprese: nel periodo compreso tra ottobre 2009 e settembre 2010 il tasso di imprese registrate che hanno dovuto cessare l'attività per fallimento è stato del 23,00‰. Contestualmente, anche lo spirito di iniziativa imprenditoriale si è rivelato molto basso: sono state solo 8,79 le imprese registrate ogni cento abitanti (92ºposto). Altro indicatore rilevante è il rapporto tra iscrizioni e cancellazioni annuali delle imprese alla Camera di commercio: la città metropolitana reggina è al 9º posto con il valore di 1,34, in lieve peggioramento rispetto all'anno precedente.

#### Ambiente
Secondo l'indice di Legambiente sull'ecosistema urbano dell'ottobre 2010, la città metropolitana di Reggio Calabria si trova in 86.a posizione su 103, con il punteggio percentuale di 41,30%, perdendo dieci posizioni rispetto all'anno precedente.
Inoltre in alcune spiagge del litorale reggino e della città persistono gravi problemi di inquinamento marino, a causa di alcune fogne abusive. Queste infatti sversano il loro contenuto direttamente a mare senza alcun trattamento, anche in posizione immediatamente adiacente al locale Lido comunale.
Problematica anche la situazione riferita alla potabilità delle acque. Secondo il rapporto di Legambiente del 2008 Reggio è al 95º posto in classifica in riferimento alla quantità di nitrati (NO3) in acqua potabile (Contenuto medio di 23 mg per litro). La classifica della capacità di depurazione vede Reggio in 68.a posizione, con il valore dell'84%.
Nel 2009 Reggio è indietro anche nella classifica della raccolta differenziata: raccoglie solo il 13,1% di rifiuti differenziati sul totale dei rifiuti prodotti (85º posto in classifica).
Così come in tutta la Calabria, anche nella città metropolitana di Reggio è forte il problema legato alle ecomafie, ed in particolare in riferimento all'attività di associazioni criminali dedite all'abusivismo edilizio di larga scala.

## Cultura

### Biblioteche

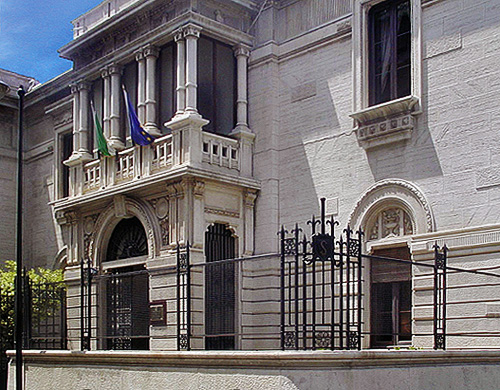
Palazzo Spinelli già sede del rettorato dell'Università Mediterranea

Numerose le biblioteche comunali presenti nei vari centri del territorio reggino ma le principali e le più ricche in volumi si trovano in città. Tra esse:
- Biblioteca Pietro De Nava.
- Biblioteca dell'Archivio di Stato.
- Biblioteca del Consiglio regionale della Calabria.

### Università
- Università degli Studi "Mediterranea" (UNIRC).
- Università per stranieri "Dante Alighieri" (UNISTRADA).
- Accademia di belle arti di Reggio Calabria
- Conservatorio Francesco Cilea
- Scuola Superiore della Pubblica Amministrazione (SSPA).[23]

### Musei

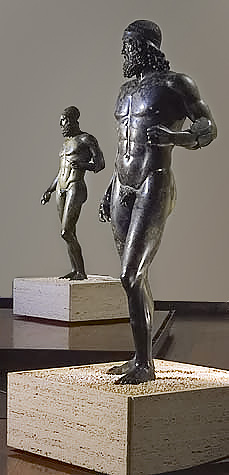
I "Bronzi di Riace" costituiscono uno dei simboli di Reggio e dello stesso museo.
in primo piano la statua A (il giovane), in fondo la statua B (il vecchio).

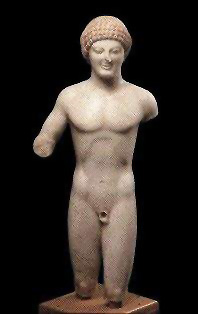
il Kouros di Reggio

La Città metropolitana di Reggio può vantare diversi musei e sedi espositive essenzialmente nel suo capoluogo ma anche in alcune delle sue città maggiori. A Reggio si ricorda il Museo nazionale che ospita i famosi Bronzi di Riace nonché reperti archeologici prevalentemente di provenienza greca.

#### Musei e sedi espositive a Reggio Calabria
- Museo archeologico nazionale (MArRC)
- Pinacoteca civica
- Museo San Paolo
- Museo diocesano della cattedrale
- Museo Paleomarino
- Museo dell'artigianato tessile, della seta, del costume e della moda calabrese
- Museo Agrumario
- Sede espositiva di Villa Zerbi

#### Musei e sedi espositive nella Città metropolitana
- Seminara: Museo di arte sacra
- Bagnara Calabra: Museo A. Versace
- Bovalino: Museo di Arte Sacra
- Bivongi: Pinacoteca d'Arte Moderna e Contemporanea "AM International"
- Bova: Museo Paleontologico
- Bova Marina: Museo Agro-Pastorale dell'Area Ellenofona; Antiquarium ArcheoDeri
- Cittanova: Museo civico di Storia Naturale
- Cosoleto: Museo della Carrozza a Sitizano (Palazzo Taccone)
- Gerace: Museo Diocesano
- Gioia Tauro: Museo Archeologico Metauros
- Gioiosa Ionica: Museo d'Arte Naturale
- Locri: Museo nazionale di Locri
- Pinacoteca e Museo delle Arti di Locri Epizephiti
- Mammola: Monastero di Santa Barbara
- Oppido Mamertina: Museo Diocesano di Arte Sacra
- Palmi: Casa della cultura (Palmi)
- Museo Etnografico “Raffaele Corso"
- Pinacoteca Leonida Répaci
- Museo Francesco Cilea e Nicola Antonio Manfroce
- Gipsoteca Michele Guerrisi
- Antiquarium “Nicola De Rosa
- Rosarno: Museo archeologico di Medma
- Museo della civiltà contadina, delle tradizioni popolari e dell'emigrazione
- Stilo: Pinacoteca Comunale "F. Cozza"
- Scido: Museo della civiltà contadina

### Teatri

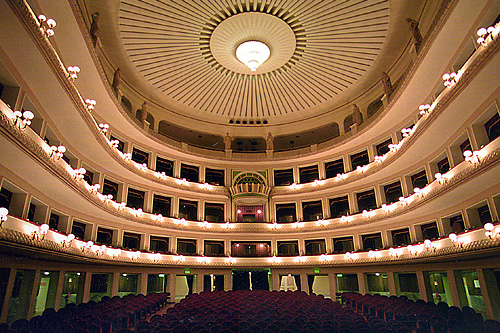
Interno del teatro Cilea

Il principale teatro della Città metropolitana è senz'altro il teatro Francesco Cilea, ha una capienza di oltre 1.500 posti a sedere, dove si svolge la stagione concertistica, dei balletti, d'opera e di prosa. Al suo interno opera il "Coro Lirico Francesco Cilea", composto in massima parte da giovani diplomati in canto presso i Conservatori calabresi e di Messina, il coro è nato nel 1981 e si è costituito in Cooperativa nel maggio 1983.

### Musica

Mia Martini (1989)

Tra le principali rassegne musicali che si svolgono nella città metropolitana si citano il festival di musica jazz di Roccella Ionica, il Premio in memoria di Mia Martini di Bagnara Calabra, il Premio Internazionale in memoria di Mino Reitano di Fiumara di Muro e il Paleariza.
- Dal 1980, ogni mese di agosto a Roccella Jonica si svolge un importante festival di musica Jazz, noto come "Roccella Jazz festival - Rumori Mediterranei[26], il cui cartellone annovera artisti di fama mondiale. Attualmente i concerti del festival si tengono anche in altri comuni nelle vicinanze, ma Roccella Ionica rimane la sede storica e principale e la denominazione del festival è rimasta invariata.
- Il Premio Mia Martini[27], viene istituito nell'anno 1995 a Bagnara Calabra, città natia della grande interprete della canzone italiana, per volontà del regista Nino Romeo con l'intento di ricordare l'amica scomparsa e di valorizzare e promuovere la cultura del canto e della musica, fornendo ai giovani partecipanti occasioni d'incontro con operatori artistici, culturali e professionali del settore.
- Dal 2009, in agosto a Fiumara di Muro, paese natale del famoso cantante Mino Reitano, si svolge il Premio Internazionale in memoria del cantante[28].
- Il Paleariza, che vuol dire Antica Radice in greco di Calabria, è un festival etno-culturale-musicale che si svolge annualmente nell'area grecanica della città metropolitana di Reggio Calabria.

### Cucina
La cucina reggina è strettamente collegata alla vita religiosa e spirituale e comporta regole e abitudini spesso legate alle ricorrenze che risalgono ai tempi antichi, essendo il risultato di quasi 3.000 anni di storia, dalla Magna Grecia all'Unità d'Italia.

#### Piatti tipici

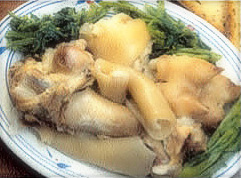
Un piatto di Frìttuli

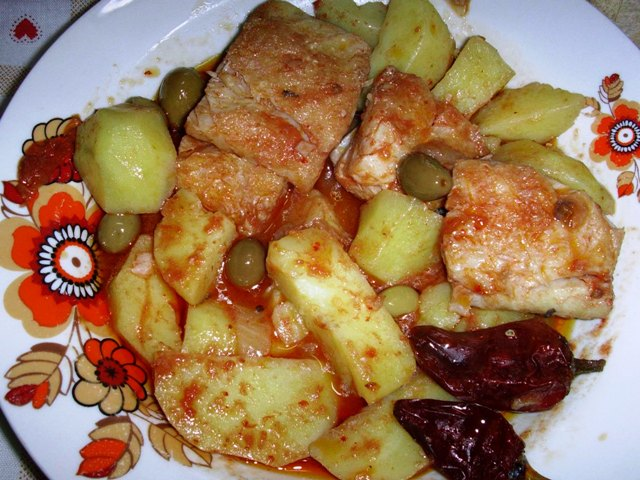
Stocco alla Mammolese

Molti i piatti tipici che caratterizzano la cucina della città metropolitana reggina, tra essi alcuni sono:
- Le "frittole" altro non sono che le carni meno pregiate del maiale, cucinate sapientemente da mani esperte nella "caddara", un caratteristico pentolone di rame zincato, la cui cottura, alimentata dal fuoco della legna, avviene lentamente e, come si suol dire, nel proprio grasso.
- U "suffrittu": si tratta di un secondo piatto composto di frattaglie di vaccino in pezzetti (trippa, rene, intestino) accuratamente puliti e raschiati in acqua bollente e limone e quindi stufati in salsa molto rossa e piccante.
- I "maccarruni": si tratta dei maccheroni con il buco, che venivano lavorati abilmente con i ferri sottili utilizzati per lavorare la lana.
- Le "fave a maccu": si tratta di fave secche, sgusciate pazientemente, fatte sfaldare a mo' di purè, da amalgamare con abbondante cipolla e, in alcuni casi mescolate con la pasta lunga, anche spaghetti, spezzata prima di essere buttata in pentola.
- La Struncatura, un tipo di pasta fatta con gli scarti di farina del mulino, è nata a Gioia Tauro con anche origini amalfitante.
- Il pescespada, proposto sotto forma di delicati involtini con ripieno di mollica, olive, capperi e prezzemolo cosparso di salmoriglio con abbondante aglio, oppure gratinato con il pomodoro a pezzetti e la mollica, o ancora nella sua variante alla ghiotta, con pomodorino fresco, cipolla, olive bianche o nere e capperi.
- Il pesce stocco, quello secco, che viene sapientemente ammollato in acqua corrente con acque delle sorgenti dell'area aspromontana, l'arte della lavorazione artigianale e la cucina, sono le cose più importanti per ottenere la qualità migliore dello Stocco. Lo stocco di Mammola è stato incluso nell'elenco nazionale dei prodotti agroalimentari tradizionali dal Ministero delle Politiche Agricole Alimentari e Forestali. Lo stocco viene preparato in diversi modi: insalata crudo, arrostito, con patate, a frittelle, viene preparato con pomodorini e condito con aglio, olio e peperoncino, si può anche gustare cucinato alla "ghiotta", con olive, capperi, cipolla, patate e poca salsa di pomodoro.
- Costardelle, piccoli pesci azzurri muniti di minuscola spada, si gustano preferibilmente con una cottura che li propone "'ndorati e fritti" o a cipuddata, praticamente cosparsi di aceto, aglio e cipolla dopo essere stati fritti.
- Frittelle di "nannata": si tratta del neonato pesce azzurro, che viene consumato anche crudo, condito con succo di limone ed un goccio di olio.

Altri prodotti che caratterizzano l'alimentazione reggina, nei lunghi inverni ma anche in altre stagioni dell'anno, sono le salsicce secche o le soppressate, ma pure i vasi delle conserve, che possono essere confezionati con giardiniera oppure con pomodori secchi sott'olio.

#### Dolci tipici

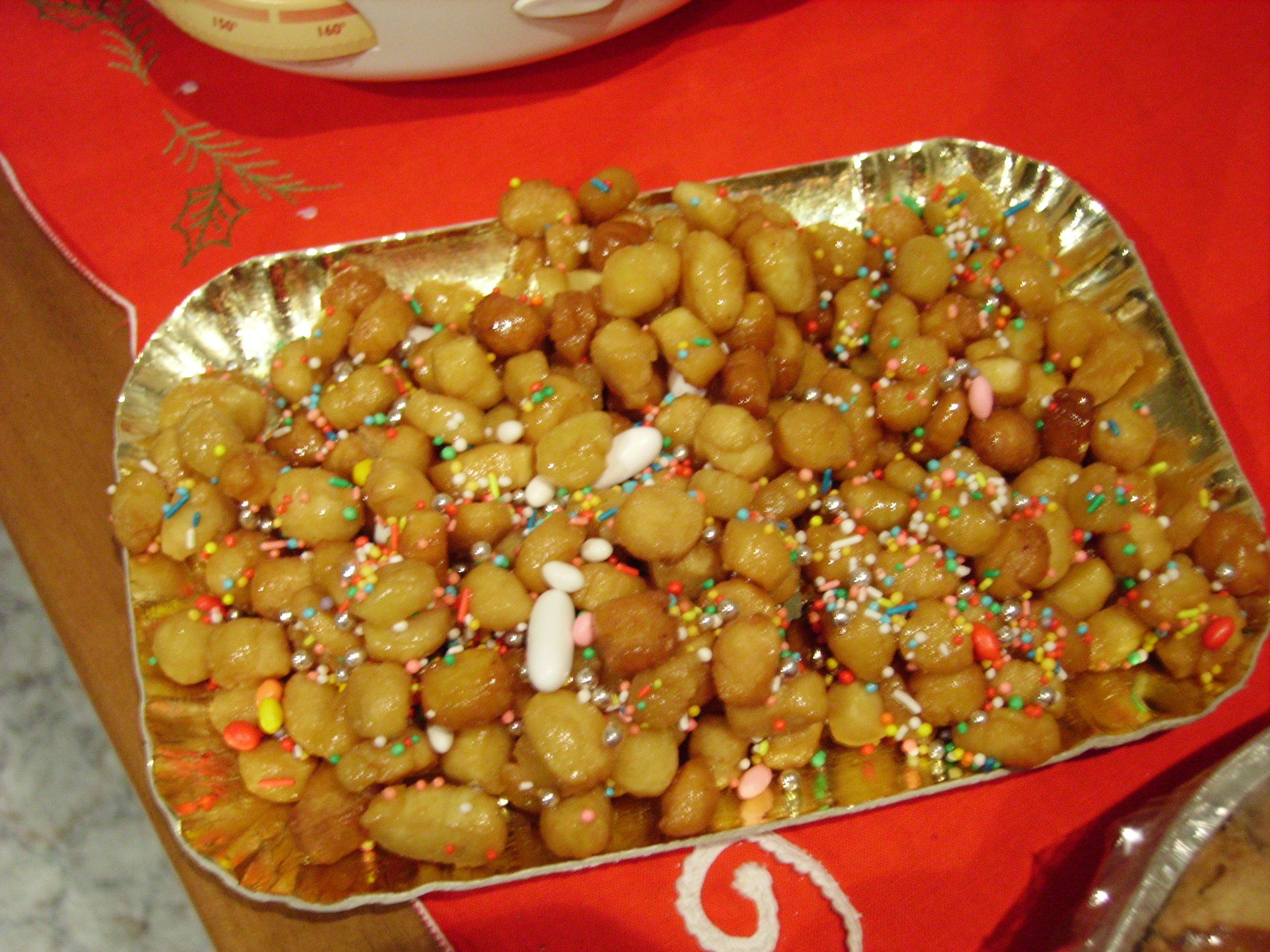
Gli struffoli

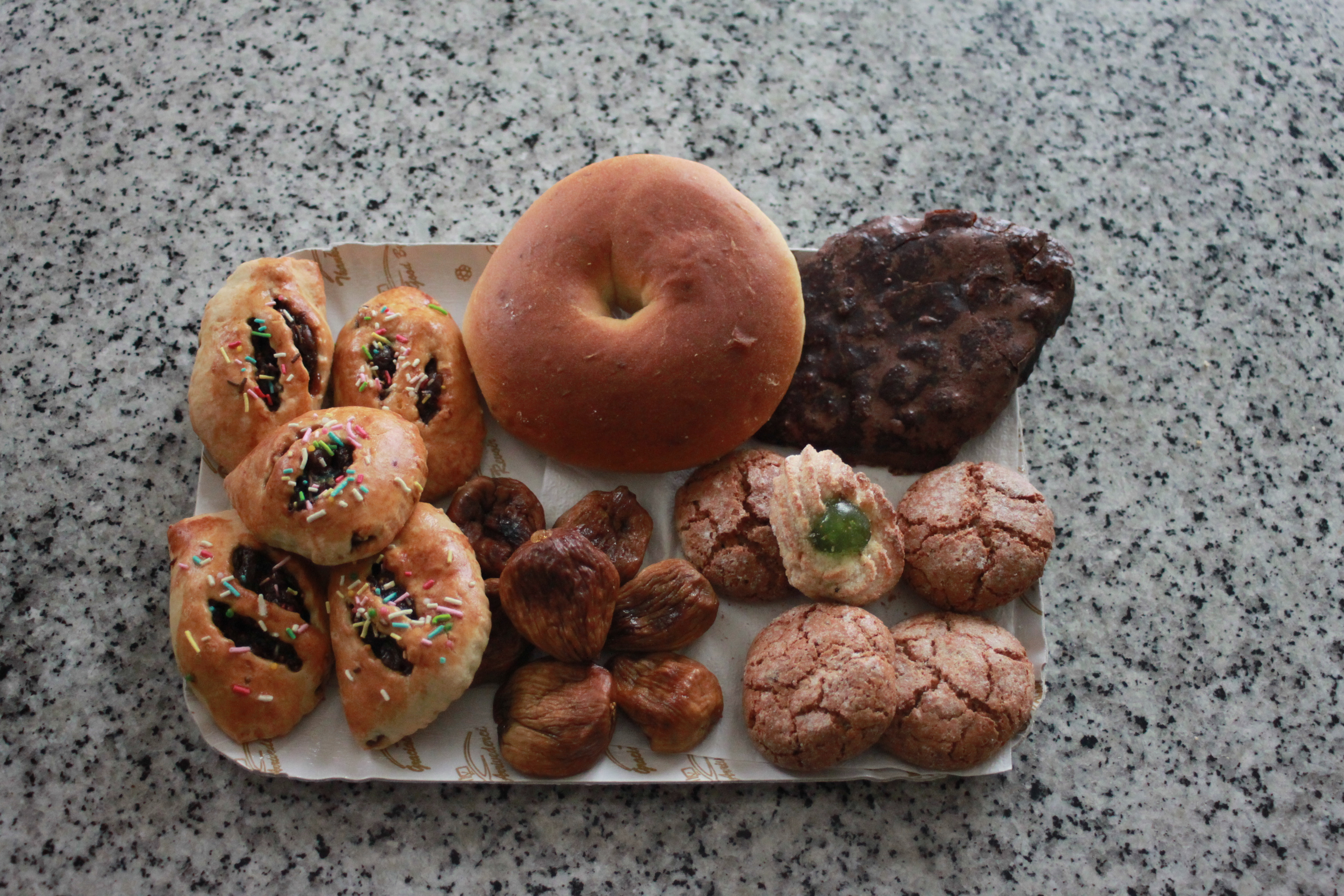
Amaretti, pitta di San Martino, Chjinuli, fichi secchi e biscotti

Miele, mandorle, fichi secchi, agrumi sono alcuni degli ingredienti che danno colore e profumo alla vasta gamma di dolci tradizionali che imbadiscono le tavole reggine. Tra essi:
- La "nzudda" rimane il simbolo di questa antichissima tradizione: miele caramellato, farina e fichi secchi prendono le forme più curiose e simpatiche per essere venduti sui colorati banconi dei venditori ambulanti, spesso dentro caratteristiche cassapanche.
- I "petrali", dolcetti ripieni di fichi secchi, noci e canditi, e decorati con cioccolato e zucchero.
- I "cuddhuraci", decorati con uova sode: le forme sono varie ma le più usate sono il paniere e la colomba. Un tempo la massaia usava fare un cuddhuraci particolare per la nuora o il genero, generalmente a forma di cuore e con un gran numero di uova, sinonimo di abbondanza, purché dispari per questione di superstizione.
- Gli "struffoli" anche noti come "pignolata di miele", polpettine di pasta dolce, fritte in olio di oliva e unite tra di loro dal miele.
- La pignolata glassata, dolce tradizionalmente tipico del periodo di carnevale, pigne di pasta dolce, fritte in olio di oliva e cosparse di glassa al cioccolato e al limone in modo da formare un'unica montagnola bicolore.

#### Vini
Tra i migliori vini e più famosi vanno menzionati:
- Il "Bivongi Doc", rosso.
- Il "Pellaro", forte e pastoso.
- Il "Sambatello" più leggero.
- L'Arghillà.
- Lo Scilla

Ma ottimi vini sono anche quelli provenienti dal Palmese e, sulla costa ionica con il famoso "Palizzi".
Una menzione particolare meritano i vini di Bianco: il "Montonico" e il "Greco", ormai famosi in tutta Italia, che sono piuttosto da dessert o comunque liquorosi.

### Eventi, feste e fiere
È molto ricco il cartellone delle manifestazioni a carattere storico-rievocativo che si svolgono nel territorio reggino, degne dei principali eventi europei. La principale è la Varia di Palmi, festa inserita nella lista del patrimonio orale e immateriale dell'umanità dall'UNESCO. Altre feste importanti sono anche il Palio di Ribusa di Stilo, il Corteo storico di Seminara, il Palio delle Marinerie dello Stretto di Scilla e la festa di San Rocco a Palmi. Del calendario, fitto di appuntamenti, ecco i principali eventi:
| Data/periodo                                       | Comune                          | Evento |
| gennaio                                            |                                 | |
| -------------------------------------------------- | ------------------------------- | --- |
| 6                                                  | Stilo                           | Fiera dell'Epifania |
| febbraio                                           |                                 | |
| 5                                                  | Bivongi                         | Festa di Maria S.S. Mamma Nostra |
| Periodo del Carnevale                              | Melito di Porto Salvo           | Sfilata di carri allegorici carnevaleschi organizzata dal Circolo Didattico della città. |
| marzo                                              |                                 | |
| 12                                                 | Mammola                         | Festa Patronale di San Nicodemo |
|                                                    | Pazzano                         | Festa patronale e processione di San Giuseppe |
| 19                                                 | Seminara                        | Festa di San Giuseppe |
| 19                                                 | Melito di Porto Salvo           | Festa di San Giuseppe |
| 19                                                 | Annà-Melito di Porto Salvo      | Festa di San Giuseppe |
| 26                                                 | Motticella                      | Festa della Santissima Annunziata |
| aprile                                             |                                 | |
| 20                                                 | Bruzzano Zeffirio               | Festa della Madonna dei Massari |
| 23                                                 | Maropati                        | Festa di San Giorgio (patrono) |
| 23                                                 | Martone                         | Festa di San Giorgio (patrono) |
| Settimana santa                                    | Seminara                        | Processione dell'Addolorata, venerdì Santo, processione molto emozionante che rappresenta la Madonna vestita di nero che si incontra con il corpo del figlio morto; Affruntata, periodo di Pasqua, anch'essa molto emozionante rappresenta la Madonna che incontra il figlio risorto; Passione di Cristo è una rappresentazione della vita di Cristo nel periodo della sua passione, essa avviene durante il periodo di Pasqua nelle vie del paese anch'essa è molto emozionante e raccoglie molti turisti. |
| Settimana santa                                    | Polistena                       | La Passione di Cristo nella domenica delle Palme Via Crucis del martedì Santo, Coena Domini e Visita ai Sepolcri il giovedì Santo, Processione dell'Addolorata all'alba e Agonia di N.S. Gesù Cristo e Processione della Pietà e Processione dei Misteri in notturna il venerdì Santo, Affrontata domenica di Pasqua |
| Settimana santa                                    | Stilo                           | Tradizionali e secolari riti Pasquali: il Giro delle Croci, la processione della Madonna Addolorata, L'Agonia, la processione del Monumentu, A Cunfrunta |
| Venerdì santo                                      | Rizziconi                       | La Sacra Tragedia |
| Venerdì santo                                      | Cittanova                       | Processione dei Misteri |
| Pasqua                                             | Gerace                          | Sacre rappresentazioni |
| Pasqua                                             | Rizziconi                       | L'Affruntata |
| Pasqua                                             | Bagnara Calabra                 | L'Affruntata |
| Pasqua                                             | Cittanova                       | L'Affruntata |
| Sabato santo                                       | Caulonia                        | Processione del Caracolo |
| Venerdì santo                                      | Mammola                         | Processione con la Madonna Addolorata e Cristo Morto al Monte Calvario. |
| Domenica di Pasqua                                 | Mammola                         | La "Sbelata", incontro della Madonna con Cristo Risorto. |
| Ultima domenica di aprile                          | Melito di Porto Salvo           | Processione con il quadro della Madonna Santissima di Porto Salvo e festeggiamenti presso Porto Salvo e il lungomare. |
| maggio                                             |                                 | |
| 3                                                  | Palmi                           | Festa del Santissimo Crocifisso |
| 5                                                  | Bova                            | Festa di San Leo |
| 5                                                  | Pilati-Melito di Porto Salvo    | Festa di San Leo |
| prima domenica                                     | Bova Marina                     | Festa della Madonna del mare |
| 12                                                 | Monasterace                     | Festa S. Andrea Avellino |
| 12 e domenica successiva                           | Mammola                         | Festeggiamenti al Santuario di San Nicodemo alla Limina. |
| giugno                                             |                                 | |
| 13                                                 | Taurianova                      | Festa di Sant'Antonio da Padova |
| 13                                                 | Seminara                        | Festa di Sant'Antonio da Padova |
| 13                                                 | Palmi                           | Festa di Sant'Antonio da Padova |
| 13                                                 | Mammola                         | Processione di Sant'Antonio di Padova. |
| 13                                                 | Stignano                        | Festa sant'Antonio |
| 20                                                 | Seminara                        | Festa di San Luigi Gonzaga |
| 24                                                 | Stilo                           | Fiera di San Giovanni |
| 24                                                 | Villa San Giovanni              | Festa di San Giovanni Battista |
| 24                                                 | Prunella- Melito di Porto Salvo | Festa di San Giovanni Battista, con processione e festeggiamenti civili serali |
| 29                                                 | Brancaleone Marina              | Festa dei Santi Pietro e Paolo |
| Ultima domenica                                    | Monasterace Marina              | Festa e Fiera Maria S.S. di Porto Salvo |
| periodo estivo                                     |                                 | |
| luglio/agosto/settembre                            | Reggio                          | Reggio Estate Mediterranea (Festival dello Stretto, concerti, teatro all'Arena dello stretto, sul lungomare, festival internazionale del cinema..) |
| luglio/agosto/settembre                            | Mammola                         | Manifestazioni artistiche e culturali al Parco Museo Santa Barbara |
| luglio                                             |                                 | |
| prima domenica                                     | Delianuova                      | Festa della Madonna delle Grazie (patrona) |
| penultima domenica                                 | Palmi                           | Festa di Sant'Elia Profeta (Monte Sant'Elia) |
| ultima domenica                                    | Palmi                           | Festa della Madonna dell'Alto Mare (Taureana di Palmi) |
| 1                                                  | Gerace                          | Festa del Sacro Cuore (con tradizionale ballo del cavalluccio) |
| 1                                                  | Locri                           | Festa della Madonna Immacolata |
| 1 e 2                                              | Tresilico di Oppido Mamertina   | Festa della Madonna delle Grazie |
| 2                                                  | Pezzo di Villa San Giovanni     | Festa della Madonna delle Grazie |
| 2                                                  | Roghudi                         | Festa della Madonna delle Grazie |
| 3/4                                                | Roccella Ionica                 | Festa Maria Santissima delle Grazie |
| 15                                                 | Gerace                          | Festa di Maria Santissima del Carmelo (Processione in costume tradizionale) |
| 16                                                 | Palmi                           | Festa di Maria Santissima del Carmelo |
| 16                                                 | Taurianova                      | Festa della Madonna del Carmine |
| 16                                                 | Seminara                        | Festa di Maria Santissima del Carmelo |
| dal 16 al 26                                       | Staiti                          | Festa di Sant'Anna (patrona) |
| 18                                                 | Laureana di Borrello            | Festa della Madonna del Carmine |
| 24                                                 | Palmi                           | Festa di San Fantino (Taureana di Palmi) |
| dal 26                                             | San Roberto                     | Estate Sanrobertese (folklore, tradizioni popolari, artigianato) |
| 27                                                 | Delianuova                      | Festa di Sant'Elia (patrono) |
| agosto                                             |                                 | |
| prima domenica                                     | Palmi                           | Festa di Maria Santissima del Soccorso |
| agosto                                             | Brancaleone Marina              | Alba Jonica (festival nazionale di poesia) |
| agosto                                             | Motta San Giovanni              | Rassegna internazionale del folclore |
| agosto                                             | Cosoleto                        | Estate Cosoletana (folklore, tradizioni popolari, artigianato e gastronomia) |
| prima domenica                                     | Stilo                           | Palio di Ribusa |
| metà agosto                                        | San Giorgio Morgeto             | Festa dell'emigrante |
| primo lunedì                                       | San Roberto                     | Festa di San Giorgio Martire |
| primo sabato                                       | Ferruzzano Marina               | Festa di San Giuseppe |
| prima domenica                                     | Polistena                       | Festa di Santa Marina - patrona |
| prima domenica                                     | Brancaleone Marina              | Festa della Madonna del Carmine |
| prima domenica dopo il 5 agosto                    | Pazzano                         | Festa del Santo Salvatore |
| prima domenica                                     | Ferruzzano Superiore            | Festa di San Giuseppe |
| prima domenica                                     | Fiumara                         | Festa della Madonna del Carmine |
| seconda domenica                                   | Fiumara                         | Festa di San Rocco |
| terza domenica                                     | Marina di Gioiosa Ionica        | Festa della Madonna del Carmine |
| quarta domenica                                    | Brancaleone Marina              | Festa di Maria Santissima Annunziata |
| ultima domenica                                    | Gioiosa Ionica                  | Festa di San Rocco (nota per il suo ballo votivo che si svolge per tutta la giornata preceduto dalla vigilia) |
| ultima domenica                                    | Palmi                           | Festa della Madonna della Sacra Lettera (non a cadenza annuale viene celebrata la Varia di Palmi) |
| fine agosto                                        | Locri                           | Rassegna di Teatro classico |
| fine agosto                                        | Locri                           | Festa degli anziani |
| 1                                                  | Sant'Agata del Bianco           | Escursioni in Aspromonte |
| 1                                                  | Bagaladi                        | Festa del Gonfalone |
| 1/7                                                | Gerace                          | Settimana del turista |
| 2                                                  | Molochio                        | Festa della Madonna di Lourdes (processione, sfilata dei tamburinari e serata con cantanti e mercato) |
| 4                                                  | San Ferdinando                  | Processione a mare dell'Immacolata |
| 4                                                  | Roccella Ionica                 | Festa di San Giuseppe e Ballo del ciuccio |
| 5/6                                                | Africo                          | Festa del Santissimo Salvatore (patrono) |
| 6                                                  | Motticella                      | Festa di San Salvatore |
| 6/8                                                | Locri                           | Locride Summer Village - Arte Musica Sport Campeggio |
| 11                                                 | Mammola                         | Festa del volontariato regionale a cura della Croce Viola |
| 9                                                  | San Ferdinando                  | Arte e lavoro |
| 10                                                 | San Lorenzo                     | Festa di San Lorenzo |
| 12/15                                              | San Lorenzo                     | Festa della Madonna della Cappella |
| 13/14/15                                           | Gambarie                        | Festa dell'artigianato |
| 14/15                                              | Pazzano                         | Pellegrinaggio alla grotta del santuario della Madonna della stella |
| 13/14/15                                           | Seminara                        | Festa della Madonna dei Poveri o Madonna Nera (processione, sfilata dei "tamburinari", del "Palio" e ballo dei Giganti Mata e Grifone) |
| 15                                                 | Bianco                          | Festa della Madonna di Pugliano (processione per le vie del paese e spettacolo pirotecnico sul mare) |
| 15                                                 | Africo                          | Festa degli emigranti (serata con prodotti tipici e cantanti) |
| 15                                                 | Molochio                        | Festa della Madonna della Montagna (processione, sfilata dei tamburinari e "Ballo del ciuccio") |
| 15                                                 | Mammola                         | Villaggio Limina – Festa della “Madonna dell'Assunta” (Processione, fuochi d'artificio e tradizionale fiera) |
| Metà agosto                                        | Melito di Porto Salvo           | Sagra del pesce |
| Domenica dopo Ferragosto                           | Oppido Mamertina                | Festa della Madonna dell'Annunziata, Patrona della Diocesi di Oppido Mamertina-Palmi |
| 16                                                 | Roccella Ionica                 | Monti d'amare |
| 16                                                 | Palmi                           | Festa di San Rocco e corteo degli spinati |
| 16                                                 | Stilo                           | Festa San Rocco |
| 16/17                                              | Casignana                       | Festa di San Rocco |
| 16/19                                              | Locri                           | Festival della Musica etnica |
| 16/31                                              | Roccella Ionica                 | Teatro nazionale dei Burattini |
| 17/24                                              | Bagaladi                        | Festa della Madonna del Carmine |
| circa 15/20                                        | Villa San Giovanni - Cannitello | Festa di Maria Santissima di Porto Salvo |
| Domenica successiva al 16 agosto e giorni prossimi | Scilla                          | Festa di San Rocco |
| 19                                                 | Ferruzzano Marina               | Festa della Madonna del Mare |
| 19/20                                              | Roccella Ionica                 | Roccella com'era (riscoperta delle vie e dei sapori del paese rurale) |
| 21/24                                              | Roccella Ionica                 | Rumori Mediterranei, Festival Internazionale del Jazz |
| 24                                                 | San Luca                        | Festa della Madonna di Polsi |
| 29                                                 | Taurianova                      | Fiera e "u'mbitu" (Tradizionale focolare che segna l'inizio della novena in onore di Maria Santissima della Montagna) |
| settembre                                          |                                 | |
| prima domenica                                     | Palmi                           | Festa di Maria Santissima della Montagna (monte Sant'Elia) |
| secondo sabato                                     | Reggio Calabria                 | Festa della Madonna della Consolazione, protettrice della città. |
| dal primo venerdì alla prima domenica              | Bruzzano Zeffirio               | Festa della Madonna della Catena, processione e fiaccolata |
| prima domenica                                     | Pazzano                         | Festa di San Rocco |
| seconda domenica                                   | Bivongi                         | Festa di Maria S.S. Mamma Nostra |
| terza domenica                                     | Cittanova                       | Festa di San Rocco |
| terza domenica                                     | Placanica                       | Festa dell'Addolorata |
| Venerdì, sabato e la prima domenica di settembre   | Mammola                         | Festeggiamenti in onore di San Nicodemo |
| dal 4 all'8                                        | Siderno                         | Fiera di Portosalvo (patrono) |
| dal 7 al 9                                         | Taurianova                      | Festa di Maria Santissima della Montagna |
| 9                                                  | Roghudi                         | Festa di San Nicola |
| 12                                                 | Condofuri Superiore             | Fiera dell'artigianato e delle tradizioni popolari locali |
| seconda settimana di settembre                     | Seminara                        | Festa di Maria Santissima Addolorata |
| 15 o terza domenica                                | Ferruzzano Superiore            | Festa della Madonna dell'Addolorata |
| Terza domenica di settembre                        | Seminara                        | Festa di San Rocco |
| 25/26/27                                           | Riace                           | Festa dei Santi Medici Cosma e Damiano |
| 26                                                 | Mammola                         | Festa dei Santi Cosma e Damiano |
| 29                                                 | Benestare                       | Festa di San Michele |
| Ultima domenica di settembre                       | Prunella-Melito di Porto Salvo  | Festa della Madonna Addolorata |
| ottobre                                            |                                 | |
| ottobre                                            | Scilla                          | Ottobre scillese (folklore, tradizioni popolari, artigianato, gastronomia) |
| prima domenica                                     | Bagnara Calabra                 | Festa della Madonna del Rosario |
| prima domenica                                     | Calanna                         | Festa della Madonna del Rosario |
| 6/12                                               | Mammola                         | Festa di Maria Santissima del Rosario |
| prima domenica                                     | Benestare                       | Festa del Rosario |
| 28                                                 | Delianuova                      | Fiera di Sant'Arcangelo (esposizione e vendita dei prodotti dell'artigianato locale) |
| novembre                                           |                                 | |
| 16                                                 | Palmi                           | Anniversario del Miracolo del 1894 di Maria Santissima del Carmelo |
| 9                                                  | Rizziconi                       | Festa di San Teodoro di Amasea (patrono) |
| 25                                                 | Seminara                        | Festa di San Mercurio (patrono) |
| dicembre                                           |                                 | |
| 8                                                  | Palmi                           | Festa di Maria Santissima Immacolata |
| 8                                                  | Stilo                           | Festa dell'Immacolata |
| periodo natalizio                                  | Fiumara                         | Presepe vivente |
| periodo natalizio                                  | Caulonia                        | Presepe artistico meccanizzato |
| 6                                                  | Ciminà                          | Festa di San Nicola da Bari (patrono) |
| 27                                                 | Motta San Giovanni              | Festa di San Giovanni Evangelista (patrono) |

## Geografia antropica

### Comuni metropolitani
La città metropolitana di Reggio Calabria comprende, oltre alla città capoluogo di Reggio Calabria, i seguenti 96 comuni:
- Africo
- Agnana Calabra
- Anoia
- Antonimina
- Ardore
- Bagaladi
- Bagnara Calabra
- Benestare
- Bianco
- Bivongi
- Bova
- Bova Marina
- Bovalino
- Brancaleone
- Bruzzano Zeffirio
- Calanna
- Camini
- Campo Calabro
- Candidoni
- Canolo
- Caraffa del Bianco
- Cardeto
- Careri
- Casignana
- Caulonia
- Ciminà
- Cinquefrondi
- Cittanova
- Condofuri
- Cosoleto
- Delianuova
- Feroleto della Chiesa
- Ferruzzano
- Fiumara
- Galatro
- Gerace
- Giffone
- Gioia Tauro
- Gioiosa Ionica
- Grotteria
- Laganadi
- Laureana di Borrello
- Locri
- Mammola
- Marina di Gioiosa Ionica
- Maropati
- Martone
- Melicuccà
- Melicucco
- Melito di Porto Salvo
- Molochio
- Monasterace
- Montebello Jonico
- Motta San Giovanni
- Oppido Mamertina
- Palizzi
- Palmi
- Pazzano
- Placanica
- Platì
- Polistena
- Portigliola
- Reggio Calabria
- Riace
- Rizziconi
- Roccaforte del Greco
- Roccella Ionica
- Roghudi
- Rosarno
- Samo
- San Ferdinando
- San Giorgio Morgeto
- San Giovanni di Gerace
- San Lorenzo
- San Luca
- San Pietro di Caridà
- San Procopio
- San Roberto
- Sant'Agata del Bianco
- Sant'Alessio in Aspromonte
- Sant'Eufemia d'Aspromonte
- Sant'Ilario dello Ionio
- Santa Cristina d'Aspromonte
- Santo Stefano in Aspromonte
- Scido
- Scilla
- Seminara
- Serrata
- Siderno
- Sinopoli
- Staiti
- Stignano
- Stilo
- Taurianova
- Terranova Sappo Minulio
- Varapodio
- Villa San Giovanni

### Comuni più popolosi

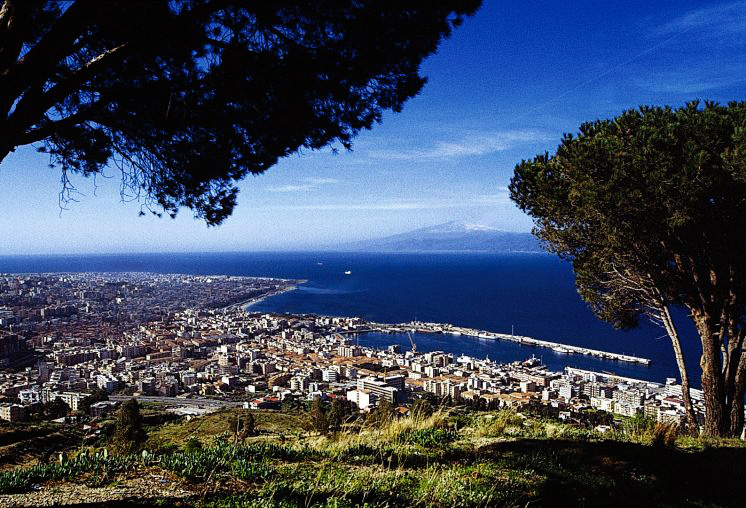
Veduta del centro di Reggio Calabria

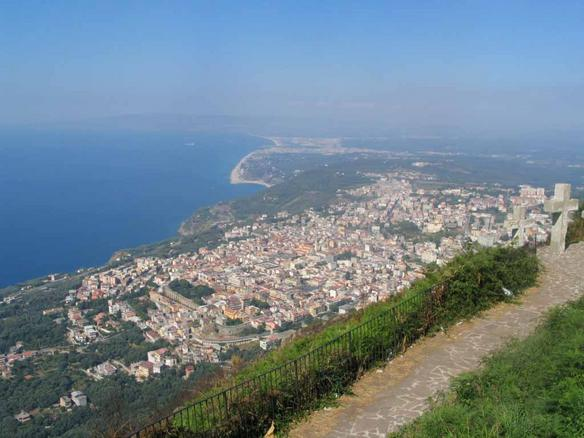
Veduta del centro di Palmi

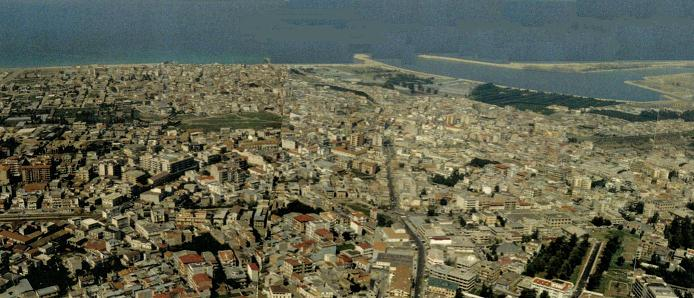
Veduta aerea di Gioia Tauro

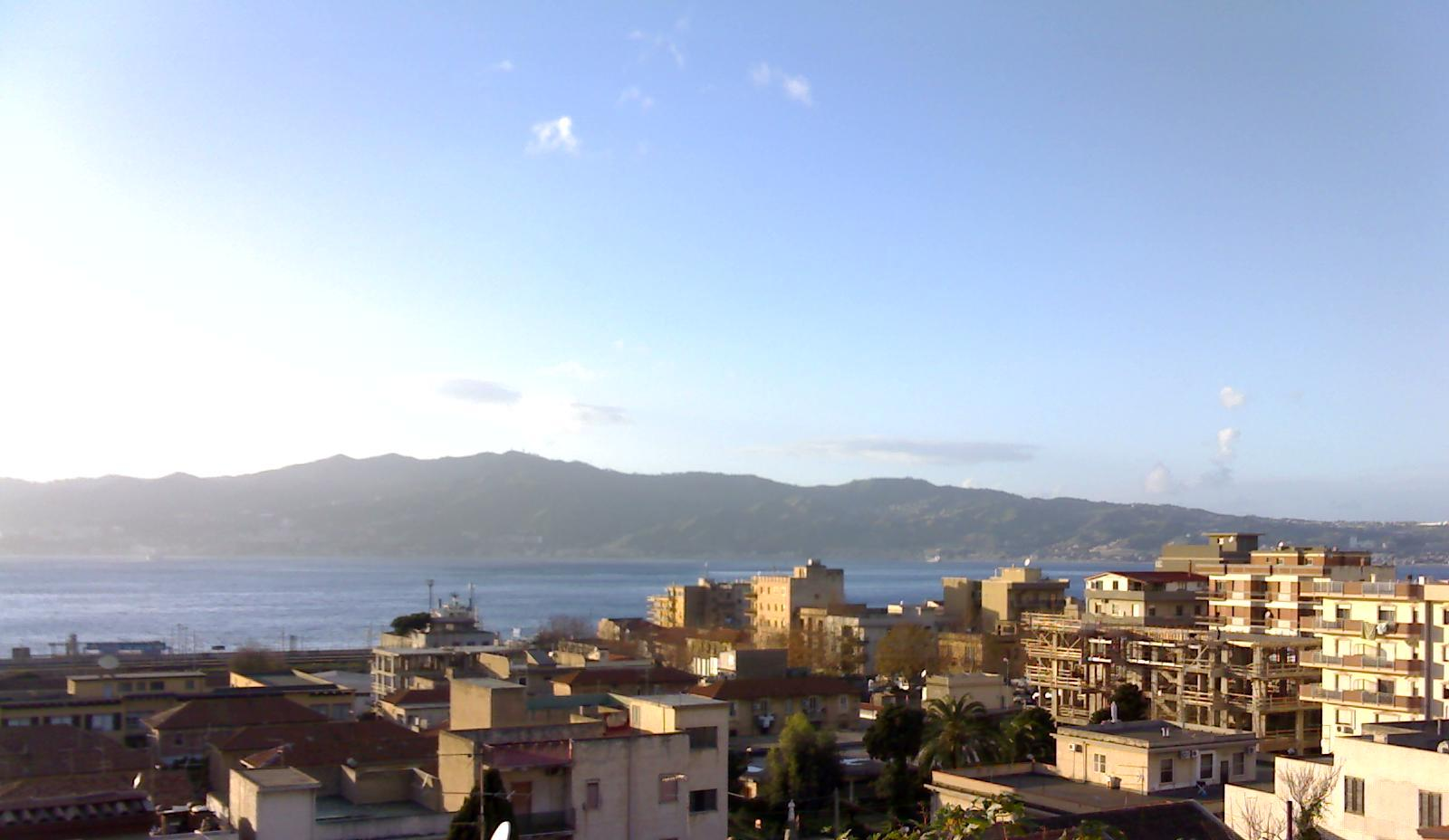
Vista del centro di Villa San Giovanni

Le dinamiche sociali, economiche ed insediative che hanno determinato gli attuali caratteri del territorio sono l'esito di processi storici complessi. Tra essi:
- la complessa e articolata struttura morfologica del territorio, che ha condizionato sia le forme dell'insediamento che le relazioni funzionali, economiche e sociali;
- le grandi catastrofi (i terremoti del 1783, del 1908 e le alluvioni degli anni 50), che hanno inciso sulla storia dei luoghi, sulle dinamiche sociali ed economiche, sulle organizzazioni insediative, determinando spesso l'azzeramento del patrimonio storico dei luoghi;
- i processi migratori sviluppatisi a partire dall'inizio del secolo scorso, che hanno modificato radicalmente gli assetti del territorio reggino.

Il sistema insediativo della Città metropolitana di Reggio Calabria si presenta con una forte concentrazione di territorio urbanizzato e popolazione sulle coste e conseguente addensarsi di funzioni e infrastrutture sociali e di collegamento. I comuni con più di 10 000 abitanti della città metropolitana di Reggio Calabria sono:
| Posizione | Stemma | Comune                | Popolazione (ab) | Superficie (km²) | Densità (ab/km²) | Altitudine (m s.l.m.) |
| --------- | ------ | --------------------- | ---------------- | ---------------- | ---------------- | --------------------- |
| 1°        |        | Reggio Calabria       | 168.572          | 239,04           | 715,16           | 31                    |
| 2°        |        | Gioia Tauro           | 19.243           | 39,87            | 481,04           | 29                    |
| 3°        |        | Palmi                 | 17.982           | 32,12            | 562,55           | 228                   |
| 4°        |        | Siderno               | 17.528           | 31,86            | 552,45           | 10                    |
| 5°        |        | Taurianova            | 14.662           | 48,55            | 305,46           | 210                   |
| 6°        |        | Rosarno               | 14.445           | 39,56            | 363,22           | 67                    |
| 7°        |        | Villa San Giovanni    | 12.674           | 12,17            | 1.047,83         | 15                    |
| 8°        |        | Locri                 | 11.848           | 25,75            | 459,57           | 7                     |
| 9°        |        | Melito di Porto Salvo | 10.400           | 35,41            | 294,61           | 28                    |

Staiti, con i suoi 184 abitanti, è il comune meno popolato della Città Metropolitana e dell'intera Calabria.

## Economia
L'esame della composizione del valore aggiunto per settori economici mostra come la Città Metropolitana di Reggio Calabria continui ad essere interessata da un importante peso del settore dei servizi, con un'incidenza sulla formazione della ricchezza metropolitana pari all'80,4% (Italia 70,4%). Occorre evidenziare che tale incidenza è il risultato di una significativa rilevanza del commercio, delle attività consulenziali e professionali (es. legale ed amministrazione), della Pubblica Amministrazione e del settore della mobilità e della logistica.
Analizzando il contributo fornito dall'agricoltura si osserva che, con un valore pari al 4,5%, Reggio Calabria presenta all'interno della Calabria l'incidenza più elevata dopo Vibo Valentia (5,8%), ma anche un peso notevolmente superiore a quello delle province del Mezzogiorno (3,5%) e dell'Italia in generale (2,1%).
Per quanto riguarda il contributo dell'industria alla formazione del valore aggiunto reggino, con un livello pari al 15,2%, risulta il più contenuto sia se confrontato con le altre province della Calabria, sia con il corrispettivo valore regionale (17,5%), del Mezzogiorno (20,9%) e nazionale (27,5%). In particolare, il settore manifatturiero, fornendo l'8,9% del valore aggiunto metropolitano, si distanzia dal valore medio regionale pari a 10,3%, da quello del Mezzogiorno (13,8%) ma, soprattutto, dalla quota nazionale (21,4%). Il settore edile presenta, invece, un peso più in linea con il valore medio nazionale (6,1%), anche se, da un confronto a livello regionale, emerge che l'apporto fornito dalle costruzioni alla ricchezza locale (6,3%) è inferiore a quello delle altre province calabresi.
Secondo il rapporto di Confindustria sugli indicatori economici e sociali regionali e provinciali del 2011, posta uguale a 100 la media nazionale del periodo 2008-2009, nella città metropolitana reggina l'indicatore sintetico elaborato nel volume raggiunge un valore di 72,4, collocandosi all'ottantanovesimo posto, migliore performance tra le province calabresi.

### Struttura produttiva e servizi alle imprese
Forza lavoro (anno 2007): 186.341 – Occupati: 166.851 – Disoccupati: 19.490
Struttura produttiva
Il numero delle imprese censite nella città metropolitana nell'anno 2007 ammontava a 43.141 e per ambito di competenza erano così suddivise:
- Agricoltura: 7.594
- Manifatturiere: 5.007
- Costruzioni: 5.102
- Commercio: 16.700
- Alberghi/Ristoraz.: 1.660
- Trasporti/Comunicaz.: 1.625
- Immobiliare/Informatica: 2.221 (di cui Informatica 637 e Ricerca/Sviluppo 25)
- Sanità: 223
- Artigianato: 9.779

Servizi alle imprese
- Intermediazione Monetario/Finanziaria: 773
- Istruzione: 214
- Servizi Pubblici, Sociali e Personali: 1.722

### Agricoltura

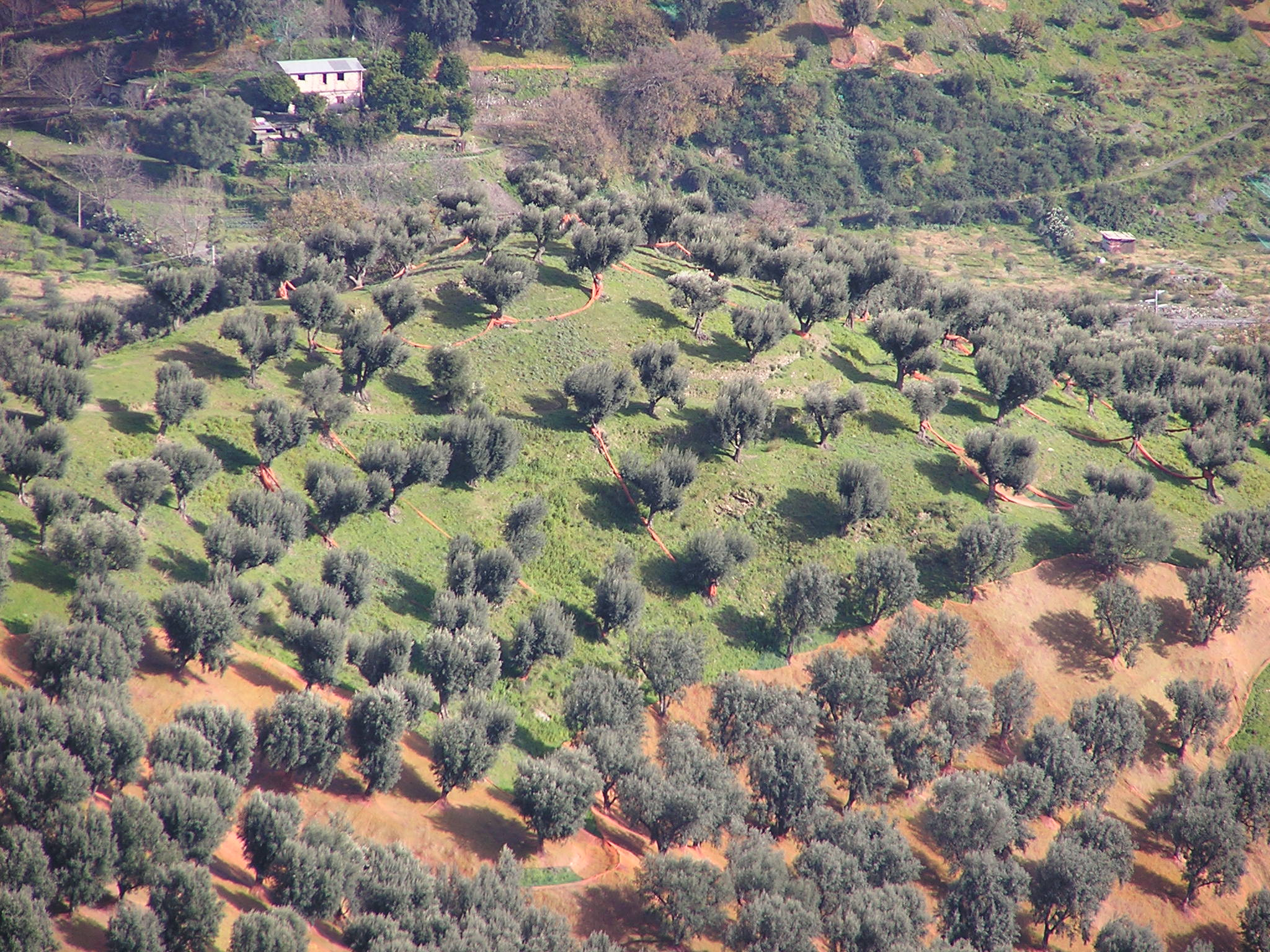
Un tipico uliveto della Valle del Tuccio

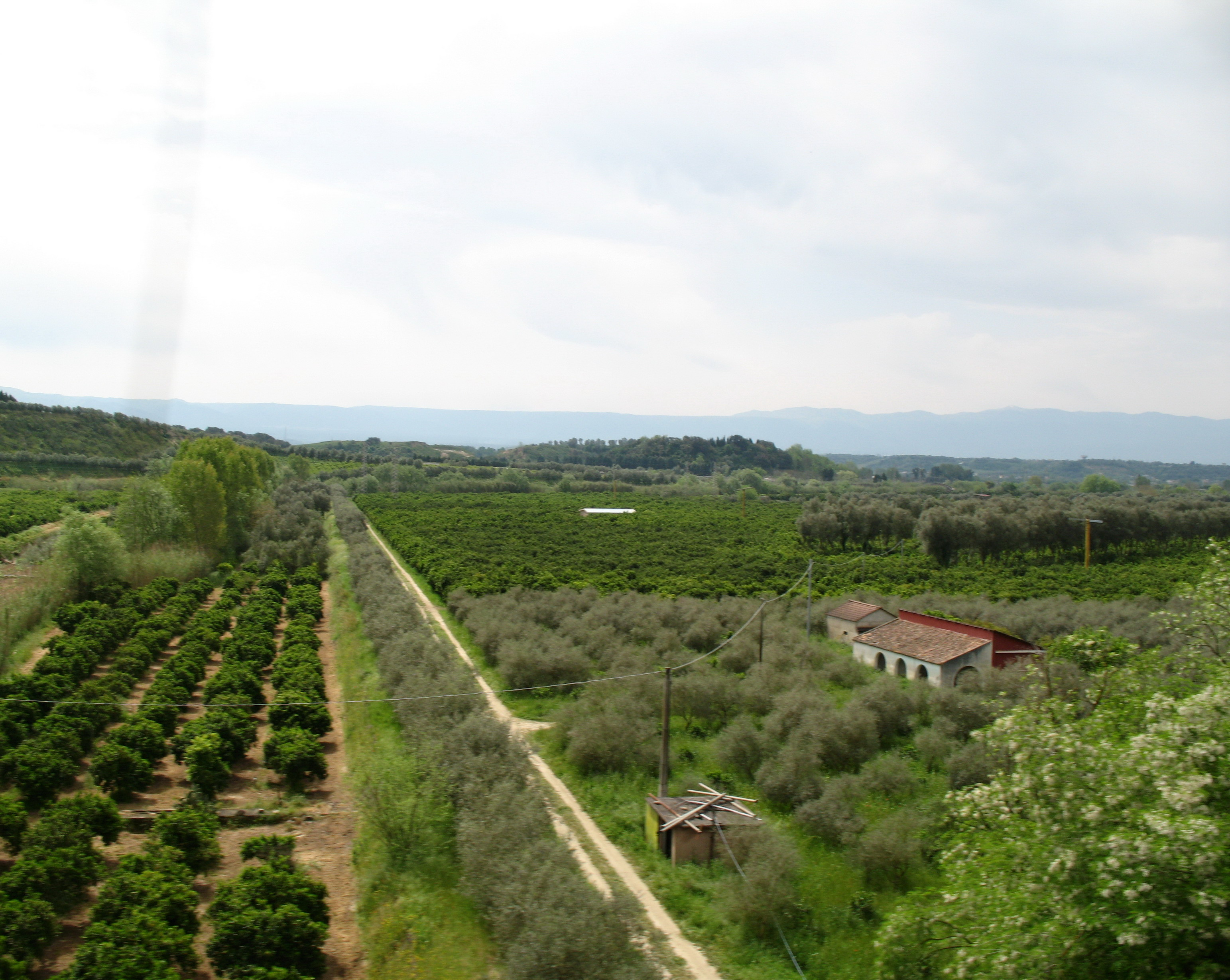
Un agrumeto della Piana di Gioia

- Coltivazione del bergamotto, agrume che cresce unicamente nell'area costiera tra Catona e Monasterace, con produzione dell'olio essenziale di Bergamotto di Reggio Calabria DOP.
- Coltivazione dell'ulivo e produzione di olio d'oliva, prevalentemente nella piana di Gioia Tauro e nella vallata del Tuccio.
- Produzione dei vini DOC:
  - Bivongi bianco, rosato, rosso, novello e rosso riserva;
  - Greco di Bianco.
- Produzione dei vini IGT;
  - Arghillà;
  - Costa Viola;
  - Locride;
  - Mantonico di Bianco;
  - Palizzi;
  - Pellaro;
  - Scilla.
- Produzione di agrumi.
- Le condizioni climatiche permettono anche la coltivazione dell’Annona, frutto esotico che ha ottenuto il De.c.o. (Denominazione comunale di origine). L’area calabrese dello stretto di Messina è l’unico territorio europeo in cui il particolare microclima rende possibile la crescita dell’annona.

### Industria
Per quanto riguarda le aree di sviluppo industriale sono localizzate prevalentemente sulla fascia tirrenica ed in particolare nella Piana e nell'area dello Stretto con un prolungamento fino a Saline Joniche. In tale contesto assume un ruolo fondamentale il porto di Gioia Tauro, che fino a poco tempo era considerato luogo irrisolto dell'industrializzazione ed oggi rappresenta grande opportunità della Città Metropolitana e della Regione.
Le principali aree industriali sono:
- Area industriale di Gioia Tauro-Rosarno-San Ferdinando, estesa 1483 ha compresa l'area portuale, dove sono localizzate aziende le cui produzioni industriali sono orientate verso il comparto alimentare, la lavorazione del legno e dei metalli.
- Area del Consorzio ASI (Area Sviluppo Industriale), estesa per 550000 m² nel comune di Reggio Calabria e per 870000 m² tra i comuni di Villa San Giovanni e Campo Calabro le cui produzioni sono orientate nella fabbricazione di prodotti plastici e chimici, di locomotive e materiale ferrotranviario, nonché la lavorazione agroalimentare.

Altre aree industriali minori sono presenti in San Giorgio Morgeto (artigianato); Taurianova, Siderno, Oppido Mamertina, Stilo (artigianato e piccola industria); Polistena (informatica, tessile, alimentari, ferro, legno). Nel territorio tra Montebello Jonico e Melito di Porto Salvo è stata localizzata un'area industriale nella quale si concentrano produzione e distribuzione di energia elettrica, fabbricazione di trasmittenti radio, costruzione locomotive, fabbricazione grassi e olii vegetali.

### Energia
Nel comune di Rizziconi opera la società "Rizziconi Energia SpA" del Gruppo EGL che è proprietaria di una centrale termoelettrica a ciclo combinato della potenza da 760 MW.

### Artigianato ed enogastronomia
Le produzioni artigianali ed enogastronomiche caratterizzano l'economia del territorio reggino, con un'ampia varietà di produzioni tipiche. Infatti, alcune di esse operano nel settore vitivinicolo, altre nel settore olivicolo, altre nel settore della pasticceria artigianale, altre nel settore dei sottoli e dei sottaceti ed altre nel settore delle ceramiche artistiche, della lavorazione del legno, tutte con produzioni di eccellenza che caratterizzano e distinguono il territorio della Città Metropolitana di Reggio Calabria.

### Pesca

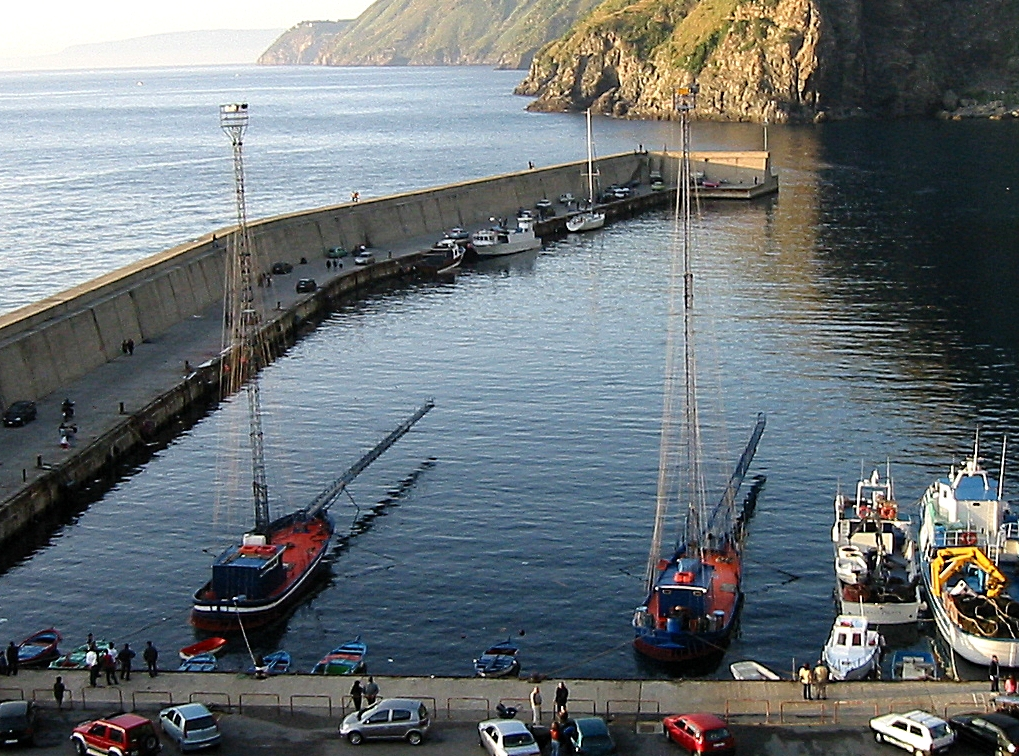
Imbarcazioni specializzate nella caccia al pesce spada nel porticciolo di Bagnara

L'attività della pesca è assai antica e molto radicata nel tempo, soprattutto nei borghi marinari.
Si rileva la presenza di imprese nel settore di attività Pesca, piscicoltura e servizi connessi in quasi tutti i comuni costieri della Città metropolitana. Le imbarcazioni da pesca sono concentrate nei porti principali di Palmi, Gioia Tauro, Bagnara, Villa San Giovanni, Reggio Calabria, Melito ma anche lungo la costa tra Villa San Giovanni e Scilla. L'attività di pesca è principalmente costituita da piccola pesca.
- Pesca tradizionale del pesce spada a Palmi, Gioia Tauro, Bagnara, Scilla e Cannitello.

### Commercio
La città di Reggio Calabria e alcuni comuni della città metropolitana, principalmente Gioia Tauro per la zona Tirrenica e Siderno per la zona ionica, possiedono importanti poli commerciali e aziendali di rilevanza metropolitana e regionale. Il commercio rappresenta uno dei principali volani occupazionali dell'intero territorio reggino. Nel periodo compreso tra il 31.12.2008 e il 30.11.2009 la Città Metropolitana di Reggio Calabria ha visto aumentare la sua base imprenditoriale di 504 unità ponendola al 15-esimo posto tra le province italiane.

### Commercio marittimo

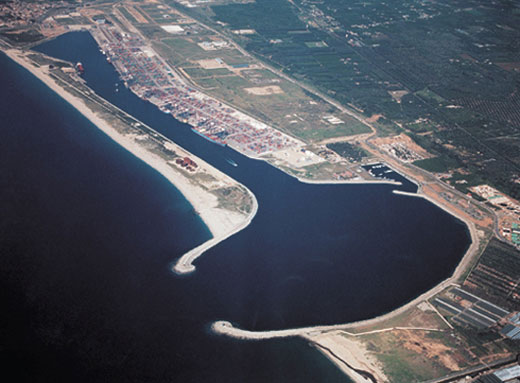
Il grande porto di Gioia Tauro

- Il porto di Gioia Tauro, primo porto italiano nelle attività di transhipment di merci containerizzate, è uno dei più importanti hub del traffico container nel bacino del Mediterraneo. Il maggior punto di forza del porto è la sua localizzazione baricentrica rispetto alle rotte intercontinentali che solcano il Mediterraneo da un estremo all'altro, da Suez a Gibilterra. Altri elementi di forza sono le idonee caratteristiche fisiche e infrastrutturali (fondali profondi, banchine rettilinee, ampi piazzali di stoccaggio a ridosso delle banchine, ecc.) e la sua collocazione sul territorio continentale, che gli consente un collegamento diretto con la rete infrastrutturale terrestre europea. Il porto presenta una configurazione a canale. Attualmente in esso sono operativi un terminal container in concessione alla M.C.T. (Medcenter Container Terminal) che si sviluppa lungo il lato nord del canale, ed un terminal auto (gestito dalla società BLG Automobile Logistics Italia), localizzato in corrispondenza dei piazzali adiacenti al bacino di evoluzione nord. L'accessibilità viaria all'area portuale è garantita dall'autostrada A3 Salerno-Reggio Calabria (collegata al porto tramite un raccordo tangenziale) e dalla strada statale 18. Il porto è inoltre connesso alla rete ferroviaria nazionale mediante la linea San Ferdinando-Rosarno, a doppio binario di cui uno elettrificato.

### Mercato turistico
- Già consolidato ma sempre in forte crescita è il mercato turistico in tutta la città metropolitana, con la sua ricchissima offerta naturalistica storica e culturale.

## Infrastrutture e trasporti

### Trasporto su strada
- Autostrada A2 (Napoli ↔ Reggio Calabria);
- Raccordo autostradale 4 (Autostrada A2 ↔ Strada statale 106 Jonica);
- Strada statale 18 Tirrena Inferiore (Napoli ↔ Reggio Calabria);
- Strada statale 106 Jonica (Reggio Calabria ↔ Taranto);
- Strada statale 682 Jonio-Tirreno o Strada Grande Comunicazione Jonio-Tirreno (Gioiosa-Rosarno), collega le due coste tagliando il Territorio della Città Metropolitana di Reggio Calabria da Marina di Gioiosa Ionica a Rosarno;
- Strada statale 110 di Monte Cucco e di Monte Pecoraro (riclassificata SP9);
- Strada statale 111 di Gioia Tauro e Locri (riclassificata SP1);
- Strada statale 112 d'Aspromonte (riclassificata SP2);
- Strada statale 281 del Passo di Limina (riclassificata SP5);
- Strada statale 183 Aspromonte-Jonio (riclassificata SP3);
- Strada statale 184 delle Gambarie (riclassificata SP7).

### Trasporto su ferro
- Ferrovie dello Stato Italiane:
  - Ferrovia Tirrenica Meridionale (Reggio Calabria ↔ Battipaglia);
  - Ferrovia Jonica (Reggio Calabria ↔ Taranto);
  - tronco tirrenico Eccellente ↔ Tropea ↔ Rosarno;
  - tronco marino Villa San Giovanni ↔ Messina
  - È stato inaugurato nel 2007 il Trebus "Melito Porto Salvo - Reggio Calabria - Villa San Giovanni" della RFI, che collega tutta l'area metropolitana e l'hinterland di Reggio Calabria lungo l'asse costiero.
- Ferrovie della Calabria (ex Ferrovie Calabro Lucane):
  - Gioia Tauro ↔ Cinquefrondi;
  - Gioia Tauro ↔ Palmi.

### Trasporto aereo
L'Aeroporto dello Stretto "Tito Minniti" di Reggio Calabria, serve l'intera città metropolitana di Reggio e quella di Messina.

### Trasporto marittimo

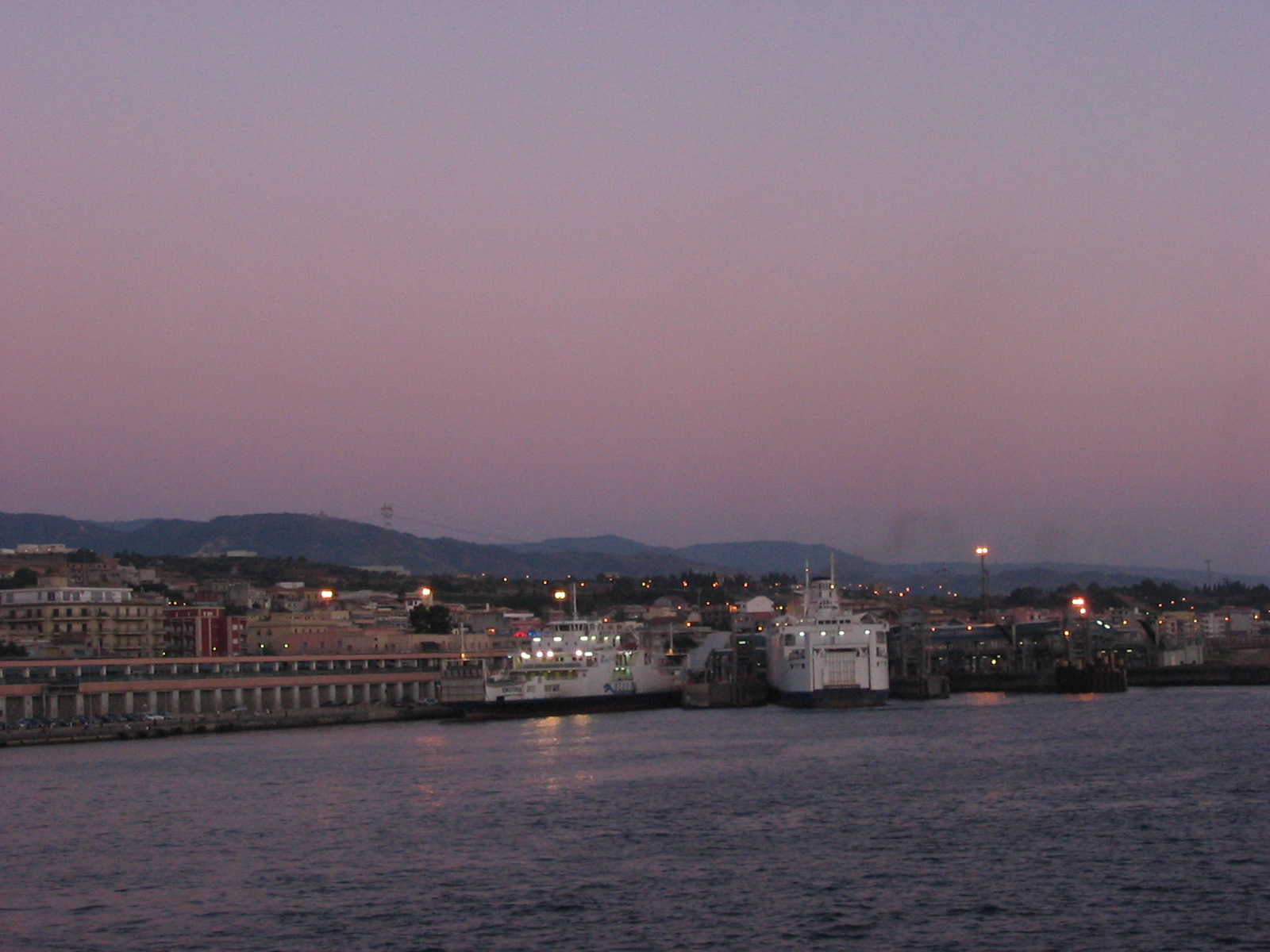
Il porto di Villa San Giovanni, che collega la sponda calabra con quella siciliana

Nella Città Metropolitana di Reggio sorgono numerosi porti commerciali e turistici, inoltre a Reggio ha sede la direzione marittima della Calabria. I principali scali marittimi nella Città Metropolitana sono:
- il porto di Reggio Calabria, tra i più importanti della regione è collegato con Malta, con le isole Eolie e con Messina, le navi traghetto e gli aliscafi effettuano un intenso traffico tra le due città dello stretto; con oltre 10 milioni di passeggeri trasportati all'anno, è il secondo in Italia nel settore[36];
- il porto di Villa San Giovanni, con gli approdi delle navi della Caronte & Tourist e le invasature delle navi FS, che collega il trasporto ferroviario e il grande traffico nazionale tra l'Italia e la Sicilia;
- il porto di Gioia Tauro, nato per servire un centro siderurgico mai realizzato, è stato riconvertito oggi ad altra destinazione divenendo il più grande scalo commerciale del mar Mediterraneo, è sede di autorità portuale;
- Porto di Palmi, scalo turistico e peschereccio della Costa Viola, sorge sul litorale del Lido di Palmi in località Tonnara. La struttura è il principale scalo turistico del litorale tirrenico della Calabria meridionale, con i suoi 200 posti barca.
- Porto di Roccella Ionica, scalo turistico e peschereccio. La struttura è il principale scalo turistico del litorale ionico della Calabria meridionale, con i suoi 450 posti barca.
- il porto di Saline Joniche, nato per servire il polo industriale chimico mai entrato in funzione, oggi è insabbiato a causa dell'erosione costiera;
- i porti turistici di Scilla, Bagnara Calabra, e altri minori.

## Turismo

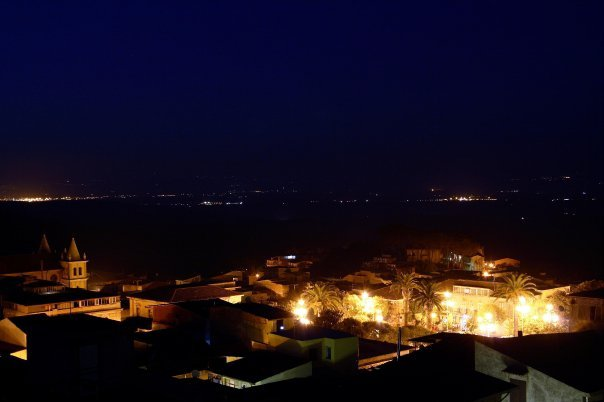
Seminara : Panorama Notturno

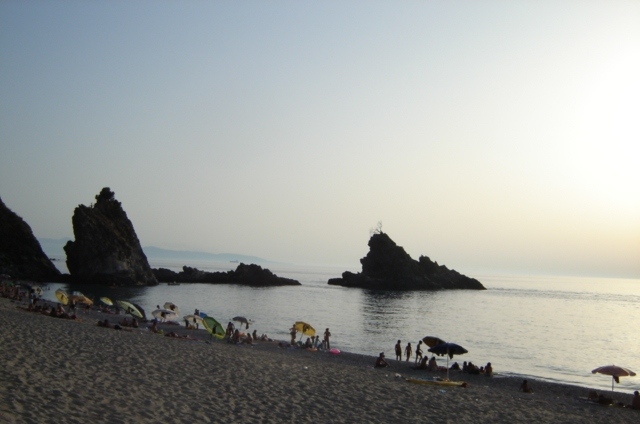
Palmi: spiaggia presso la frazione Tonnara, Scoglio dell'Ulivo

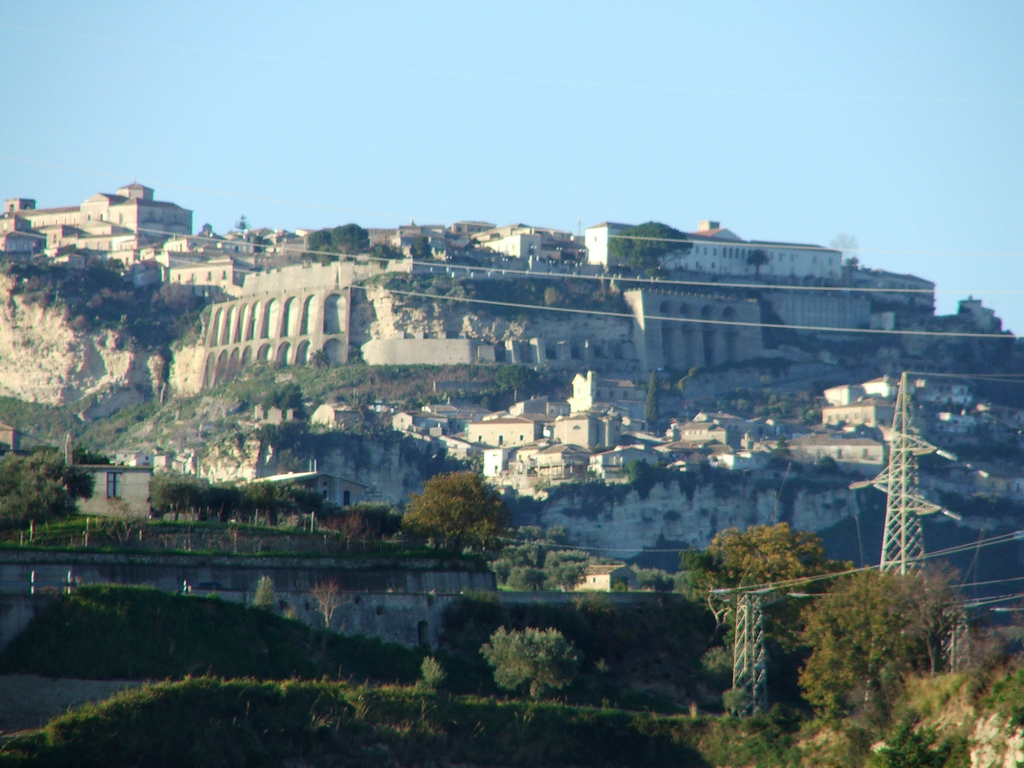
Gerace: Veduta del Borgo

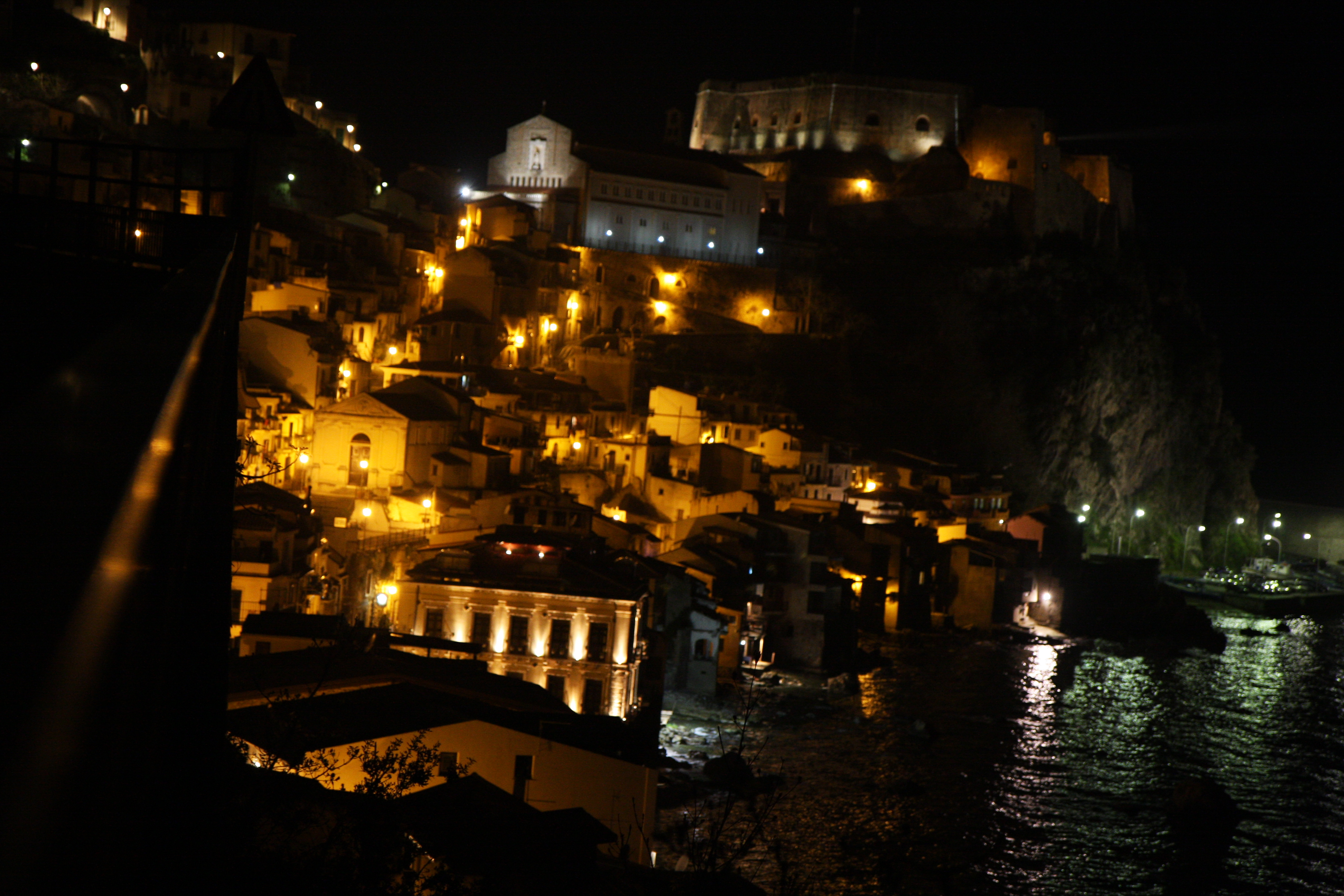
Scilla: Veduta notturna

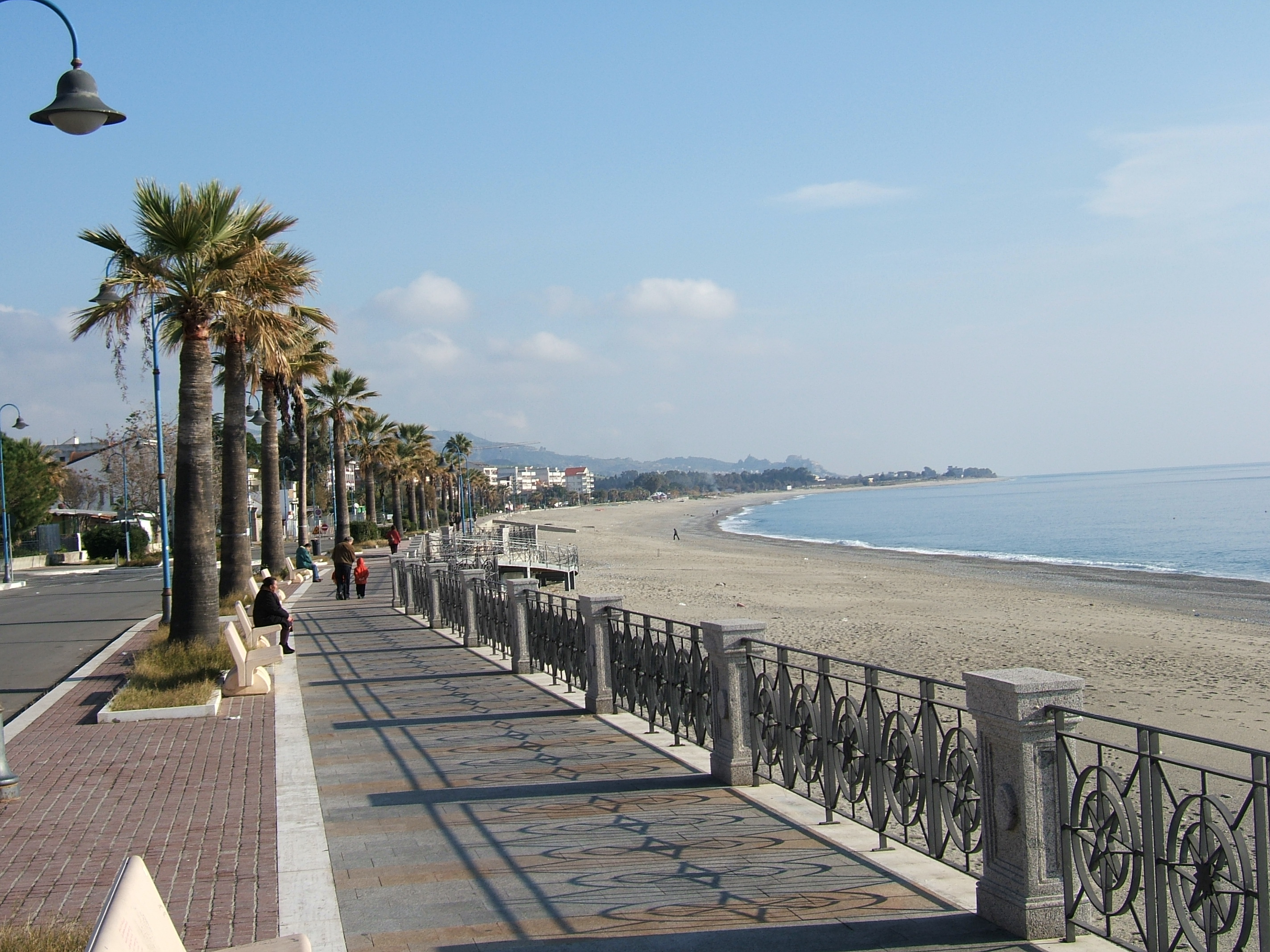
Marina di Gioiosa Jonica Lungomare

### Principali località turistiche
- Reggio Calabria, città dello stretto situata tra il mar Tirreno e il mar Ionio, rinomata per il suo lungomare, è sede del museo nazionale della Magna Grecia in cui sono esposti i Bronzi di Riace.
- Scilla, sulla costa del Mar Tirreno, pittoresca località balneare colma di mito e leggenda, dove si pratica ancora oggi la pesca tradizionale del pesce spada. In particolare la zona di Chianalea di Scilla è definita uno dei borghi più belli d'Italia[37].
- Bova, situata sul versante del mar Ionio, nella vallata dell'Amendolea, è la "capitale" della cultura grecanica. È definita uno dei borghi più belli d'Italia[38].
- Gerace, nell'entroterra della locride, è una cittadina medievale, con alcune antiche abitazioni scavate nella roccia, un castello normanno, molte importanti chiese monumentali, tra cui un'antica cattedrale anch'essa normanna. È definita uno dei borghi più belli d'Italia[39].
- Seminara, cittadina immersa nel verde degli Ulivi delimitata dall'Aspromonte e dal mar Tirreno, considerata dagli studiosi una "città-museo"[40] conserva nella Basilica-Santuario Madonna dei Poveri la veneratissima statua lignea della Madonna dei Poveri, ritrovata più di mille anni fa e per questo considerata la statua lignea più antica del Meridione[41], l'ospedale della SS Trinità ovvero l'ospedale più antico della Calabria[42] e nella Chiesa di San Marco il maggior numero di opere cinquecentesche della Calabria con opere di grandi autori come Antonello Gagini[43] Nel territorio comunale sono presenti: il Monastero ortodosso dei Santi Elia il Giovane e Filarete l'Ortolano, il Borgo dei Pignatari dove si produce la rinomata ceramica seminarese ancora oggi lavorata a mano secondo la tradizione, la spiaggia di Cala Janculla (o Cala Iunculla), considerata la "perla della Costa Viola"[44], inserita nel 2003 tra le 10 spiagge più belle d'Italia e nominata sito di interesse comunitario. Tutto il litorale seminarese rientra Zona di protezione speciale.
- Siderno, sulla costa del Mar Ionio, epicentro turistico della Costa dei Gelsomini.
- Stilo, cittadina medievale ricca di storia, fu residenza e città natale del filosofo Tommaso Campanella, con un castello normanno e un'importante chiesa bizantina, la Cattolica. È definita uno dei borghi più belli d'Italia[45].
- Gambarie, nel cuore dell'Aspromonte a 1.450 m s.l.m., è la prima stazione sciistica del meridione, famosa per le piste, per gli impianti di risalita e le strutture alberghiere, l'ambiente naturale, i suggestivi paesaggi; è considerata tra le più importanti località turistiche invernali dell'Italia meridionale.
- Mammola, cittadina d'arte e di gastronomia. Da visitare: il borgo antico, caratteristico per le piccole case con portali in granito, strette viuzze, piccole piazze, antiche Chiese e Palazzi gentilizi; il Museo Santa Barbara; il santuario di San Nicodemo alla Limina (risalente al X secolo); il geosito della Miniera Macariace; il mulino ad acqua. Rinomata la gastronomia con lo Stocco di Mammola cucinato in vari modi, la ricotta affumicata tipica di Mammola, la "pizzata", i funghi, i salumi e l'olio extra vergine di oliva ricavato da una cultura locale (Grossa di Mammola o Mammolese).
- Gioiosa Jonica, Medievale è il suo Borgo, dove c'è il Castello sulla roccia, punto più alto che domina l'abitato, e la Chiesa Matrice, il culto più antico del luogo, all'interno della cinta muraria, accessibile dalla porta Falsa e dalla porta Barletta, quest'ultima dalla scalinata dietro la Fontana Ferdinando I, altro monumento storico, che si trova in Piazza Plebiscito con al centro il palco musicale in ghisa; dalla Porta Falsa si attraversa parte del Borgo sino alla chiesa di San Rocco, Santuario dell'omonimo santo protettore, 'Festa di San Rocco' molto conosciuta per il suo ballo votivo a suono incessante di tamburi, al fianco del luogo di culto, la Chiesa dei SS. Pietro e Paolo in stato di abbandono e il Palazzo Amaduri, sede della Pinacoteca, con all'interno esposizione di dipinti tra cui di Mattia Preti “La Regina Tomiri e la testa di Ciro il Grande” e reperti archeologici del Naniglio; scendendo s'incontra la chiesa di San Nicola e, di fronte, la chiesa della Santissima Trinità, subito dopo la chiesa dell'Addolorata, edificio sacro in stile neoclassico, tra i luoghi più belli e ricchi di tutta la diocesi di Locri-Gerace. La bella facciata con il grande portale tra quattro colonne doriche, all'interno la 'Pietà' di Giuseppe Cavalieri e altre sculture; la navata, decorata a stucchi di ottima lavorazione; vi sono opere di gran pregio, tra cui il monumentale organo a 22 registri e 1400 canne, della seconda metà del XIX secolo. Sul territorio anche due, dei tre, monasteri esistenti. Il monastero dei Padri Agostiniani fondato nel 1569 si trova sulla Collinetta dei Pini e il convento dei Padri Minori Osservanti, sorto durante la seconda metà del XVI secolo il cui edificio è oggi adibito a Palazzo Municipale. In questo percorso del centro storico da ammirare i tanti palazzi del '600 e '700 tra cui: Ajossa, Amaduri, Linares, Macrì, Naymo-Pellicano-Spina, Passarelli, Pellicano-Castagna, Ripolo-Girardis, Totino, Zarzaca, con portali granitici finemente lavorati. Fuori dal centro abitato, tra la chiesa dell'Annunziata e di Santa Maria delle Grazie, l'area archeologica e il Naniglio di età romana imperiale, del II-III secolo d.C. A Gioiosa Jonica si può gustare il "Pezzo Duro", tipico gelato gioiosano.

## Amministrazione

### Sindaci metropolitani
| Nº | Nº | Immagine | Nome               | Mandato         | Mandato   | Partito             | Carica                |
| Nº | Nº | Immagine | Nome               | Inizio          | Fine      | Partito             | Carica                |
| -- | -- | -------- | ------------------ | --------------- | --------- | ------------------- | --------------------- |
| 1  |    |          | Giuseppe Falcomatà | 2 febbraio 2017 | in carica | Partito Democratico | Sindaco metropolitano |